# Rumpálův dům
Rumpálův dům (č. p. 41) je historický měšťanský dům z 16. století v Prachaticích s bohatou renesanční sgrafitovou výzdobou, tematicky čerpající z Ovidiových Proměn. Název domu poukazuje na patricijskou rodinu Rumpálů, v jejímž vlastnictví byl dům až do roku 1671. V domě sídlil od roku 1671 měšťanský pivovar, od 3. května 1958 chráněná kulturní památka.

## Popis
Jednopatrový měšťanský dům ve východní frontě Velkého náměstí. Čelní fasáda je tříosá, boční jednoosá, hlavni vstup do domu je gotickým lomeným vstupní portálem z prachatického dioritu.  V popředí přízemí jednopatrového domu je podloubí nesené čtyřmi kamennými pilíři se třemi oblouky a jedním obloukem z boční strany. Celá fasáda domu do náměstí je pokryta figurálním a ornamentálním sgrafitem červenohnědé barvy. Zaklenutí podloubí je provedeno renesančními valenou klenbou s trojbokými výsečemi. Areál zahrnuje dům do náměstí, dvůr, bývalou sladovnu při Křišťanově ulici a bývalý pivovar. Přední stavení je podsklepené. Střecha sedlová, na předstupujícím nároží zvalbená část.

## Historie

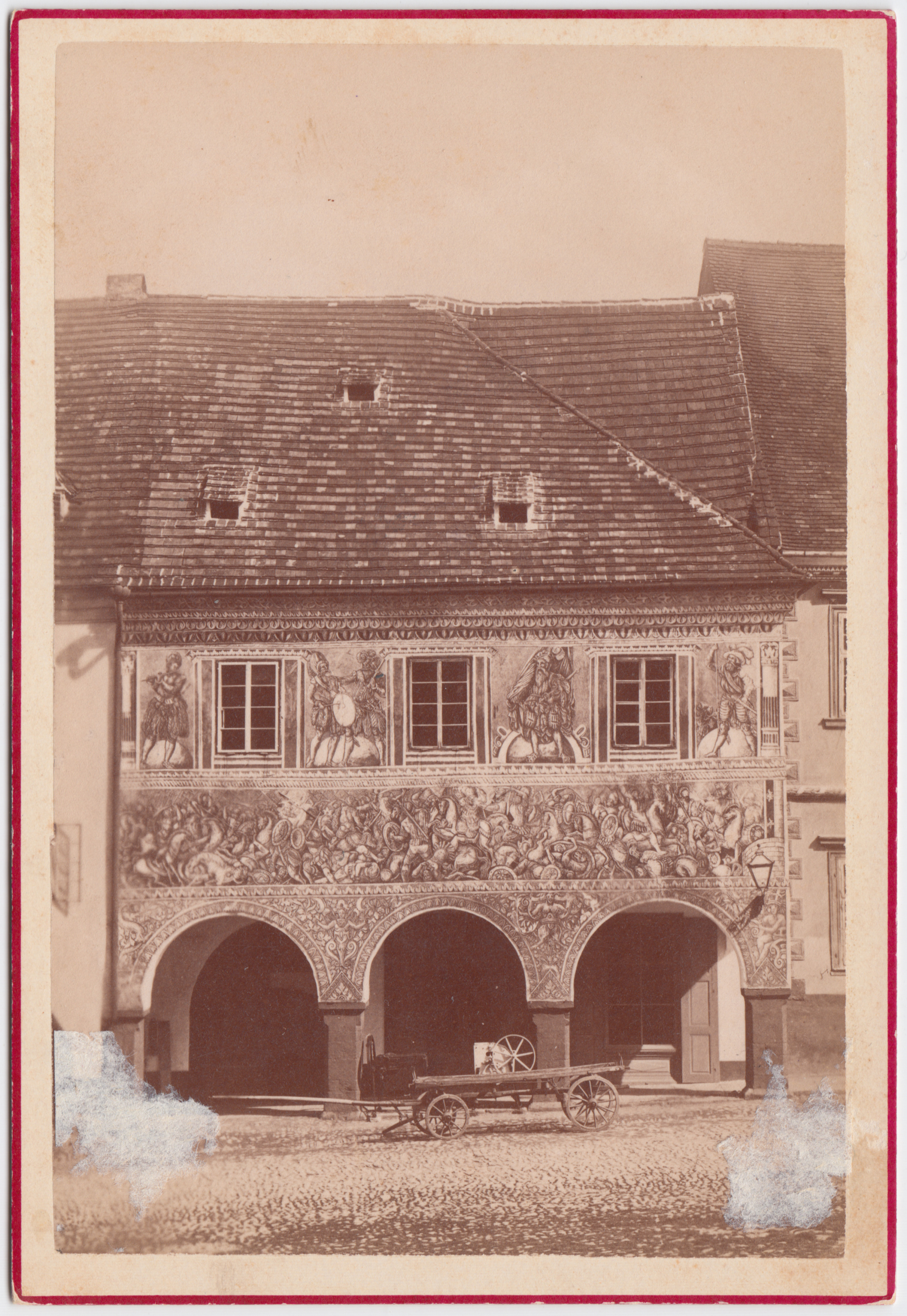
Rumpálův dům okolo roku 1900

Dům vznikl v polovině 15. století jako součást výstavby nového bloku domů na východní straně původně mnohem většího náměstí, které se tím zmenšilo téměř na polovinu. Výstavba souvisela s rozvojem města po husitských válkách, má přímou souvislost s výstavbou nového Rožmberského hrádku u Horní brány (přibližně v letech 1446–1448) a tím vyvolanou potřebu dalších parcel pro nové měšťanské domy (gotické lomené vstupní portály u tohoto bloku domů jsou datovány zhruba do poloviny 15. století). Po roce 1501 proběhla u tohoto bloku domů postupná výstavba předsazeného podloubí a tím rozšíření domů směrem do náměstí. Kamenické prvky dříků nosných sloupů podloubí jsou tak ještě pozdně gotické, stejného stylu a pravděpodobně ze stejné kamenické dílny jako sloupy vnější části Dolní brány nebo božích muk v Městské Lhotce (shodně datovány do roku 1527). Dům byl poté renesančně přestavěn mezi lety 1570–1580. Po požáru v roce 1832 bylo stavebním úřadem v Písku nařízeno snesení původní obloučkové atiky s vrcholovými čučky (podoba atiky ve stylu Scuoly Grande di San Marco v Benátkách je zezadu viditelná na obrazu Jindřicha de Verle z roku 1670), od této doby je fasáda ukončena pouze korunní římsou (jde ale o původní renesanční římsu, původně však kordonovou, oddělující původní druhé atikové patro). Po požáru byla rovněž změněna orientace střechy z původně kolmé k průčelí na podélnou. V 19. století byla taktéž výrazně přestavěna sladovna s průčelím do Křišťanovy ulice, ve 20. století dále upraveno patro sladovny na kinosál.
Prvními, v archivech dohledatelnými, vlastníky domu byl přední patricijský rod Rumpálů, který dům vlastnil v průběhu 16. a 17. století. Významnou osobností spjatou s přestavbou domu byl dlouholetý člen městské rady i literátského bratrstva, zámožný obchodník se solí Šebestián Rumpál, který jej vlastnil do roku 1588 (poprvé je jako vlastník domu uváděn v Soupisu hadlovníků se solí v roce 1570). Šebestián Rumpál odkázal v roce 1588 "dům s pivovarem", v ceně 858 kop gr. míš. (plus navíc ještě s pivovarským nádobím v ceně 200 kop gr. míš.), svému druhému synovi Matoušovi, kterému v té době bylo pouhých 15 let. "Opatrováním" domu byla prozatím pověřena manželka Kateřina. Ve vlastnictví rodu Rumpálů dům zůstal až do roku 1671, kdy jej za 1 400 zlatých odkoupilo město a zřídilo zde městský pivovar a později obnovilo i sladovnu. Šlo o koupi již existujícího pivovaru (jednoho z největších ve městě) od rodiny Rumpálů. Pivovar je v domě doložen již za Šebestiána Rumpála, jak dokládá závěť Šebestiána Rumpála, závěti jednotlivých měšťanů, ve kterých bývá často uvedeno, že nebožtík dlužil Šebestiánu Rumálovi za sudy piva, Soupis obyvatel z roku 1585, kdy je v domě uváděn sládek Marek ze Strakonic a také vyobrazení šaška s korbelem na boční fasádě domu. V letech 1851 až 1916 dům vlastnilo právovárečné měšťanstvo. Ve druhé polovině 20. století byl dům užíván kromě bydlení (patro do náměstí) i jako kino (v křídle do Křišťanovy ulice), loutkové divadélko (boční křídlo) a pekárna (nebytový prostor v přízemí). V současné době v domě převažuje obchodní využití.

## Popis sgrafitové výzdoby
Sgrafita na domě jsou zhotovena poměrně náročnou technikou, kdy červenohnědá sgrafita jsou dále kolorována a stínována modrošedou barvou a ryté linky dále vytaženy červenou barvou. Barevnost i forma vyobrazení vycházejí z tehdy módního římského manýristického stylu „all´antica“. Sgrafita vznikla někdy mezi lety 1570–1580 (nejčastěji uváděno po roce 1571, kdy dům procházel pravděpodobně přestavbou), v době kdy dům vlastnil bohatý solní obchodník Šebestián Rumpál. Fasáda byla poprvé restaurována v roce 1863, poslední restaurování proběhlo v letech 2005 a 2009, kdy byla sgrafita pečlivě očištěna od všech pozdějších přemaleb a nevhodných restaurátorských zásahů, fixována a retušována.
Sgrafitová renesanční výzdoba se dochovala na celé ploše čelní a boční fasády. Probíhá ve třech horizontálních pásech, které jsou od sebe vždy odděleny ornamentálně zdobenou páskou.

#### Spodní pás mezi pilíři – zoomorfní motivy

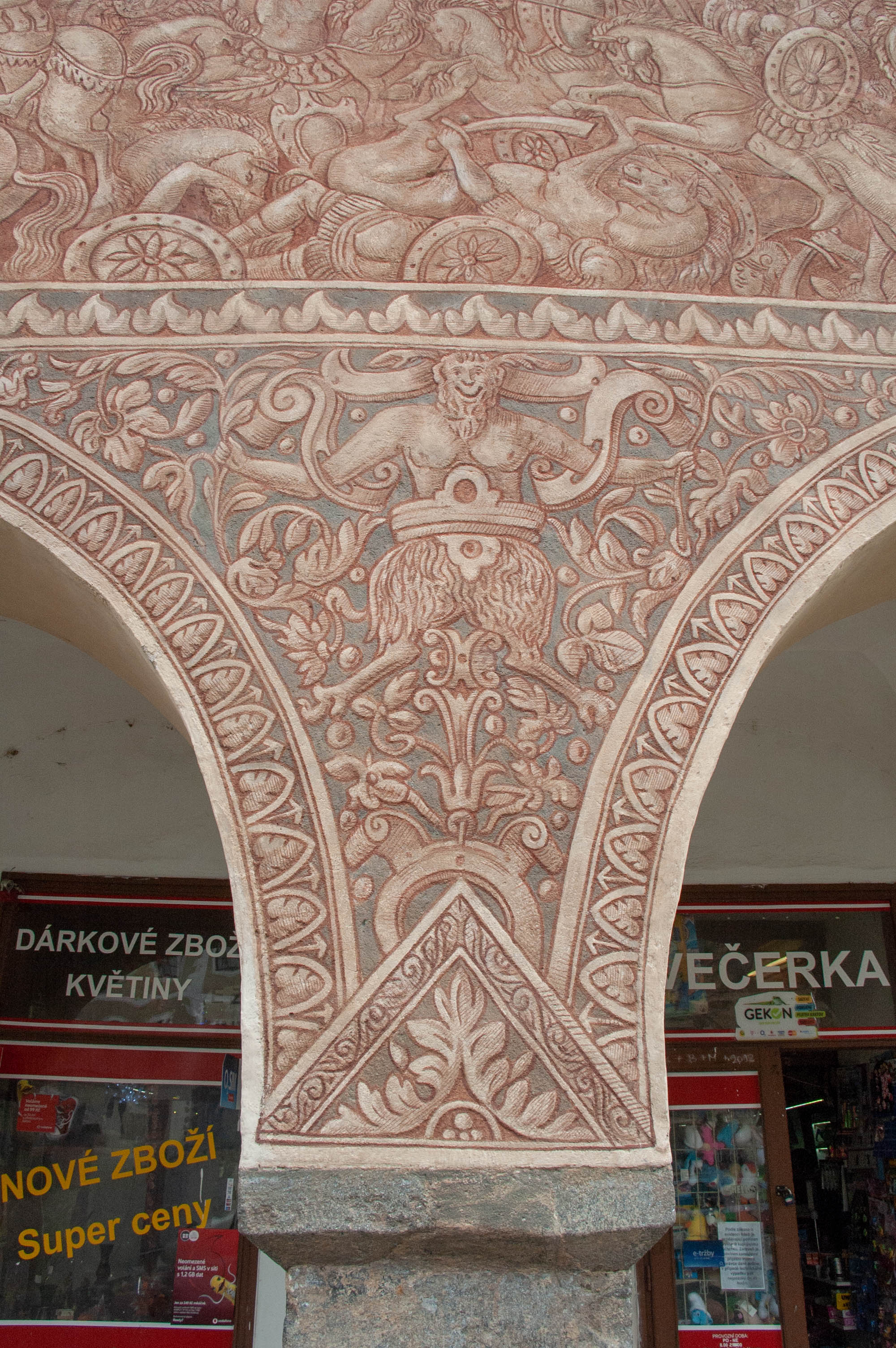
Rumpálův dům, Satyr

Spodní pás výzdoby fasády tvoří cvikly oblouků zdobené rostlinnými ornamenty, groteskovými a zoomorfními postavami. Oblouky loubí jsou zvýrazněny pásem vyplněným rostlinným dekorem. Nad hlavicí každého pilíře vystupuje dekorativní trojúhelník s akantovou ozdobou uprostřed. První zleva je zobrazen drak se lví hlavou, pravděpodobně jde o znázornění Genia loci (nazývaného někdy též Glykón), tedy boha místa, zde ve zpodobnění ochranného dráčka, který má, podle římských tradic, ochraňovat dům i jeho obyvatele a přinášet štěstí. Glykón rovněž dokázal věštit budoucnost. Had nebo drak jsou podle křesťanské ikonografie rovněž symboly hříchu. Jedná se tedy o ambivalentní stvoření, podobné Chiméře, reprezentující dobré i špatné vlastnosti. Druhé zobrazení zleva zpodobňuje lesní nymfu Dryádu, symbol spříznění s přírodou a symbol ženské sexuality. Další výjev zobrazuje Satyra, symbol prostopášnosti i mužské sexuality. Kde jsou nymfy a Satyrové, tam je obvykle i Dionýsos (Bakchus), který je bohem vína a nespoutaného veselí a je zobrazen na čtvrtém výjevu. Bakchus drží ve svých rukou roh hojnosti. Sestavu spodního pásu na boční fasádě pak doplňuje Ceres, bohyně úrody a plodnosti. Vyobrazení bájných zoomorfní bytostí, bohů a polobohů má, vzhledem k níže uváděným souvislostem u dalších výjevů na fasádě, pravděpodobně rovněž spojitost s Ovidiovými Proměnami (postavy se jednotlivými příběhy Proměn různě proplétají a metamorfují). Většina vyobrazení tohoto pásu má vzor v grafických listech Heinricha Aldegrevera (např. pro zobrazeni Genia loci posloužila rytina s groteskovými ornamenty a puttem, stojícím na zádech sfingy z roku 1535; sfinga ze stejné rytiny byla pak transformována do postavy Ceres; pro postavu Satyra byla pravděpodobně vzorem postava sedící na maskaronu z rytiny z roku 1549 a pro postavu nymfy pak pravděpodobně dvě groteskové rytiny s ženskými postavami vytištěné kolem roku 1527 a 1549). Postava Dionýsa pak vykazuje jistou shodu s pozicí těla Adama z dřevorytu Virgila Solise Adam a Eva z Pasionálu, vydaném Valentinem Geisslerem v Norimberku v roce 1552 (ze stejného Pasionálu čerpal taktéž autor sgrafita Večeře páně na domě č.p. 33).

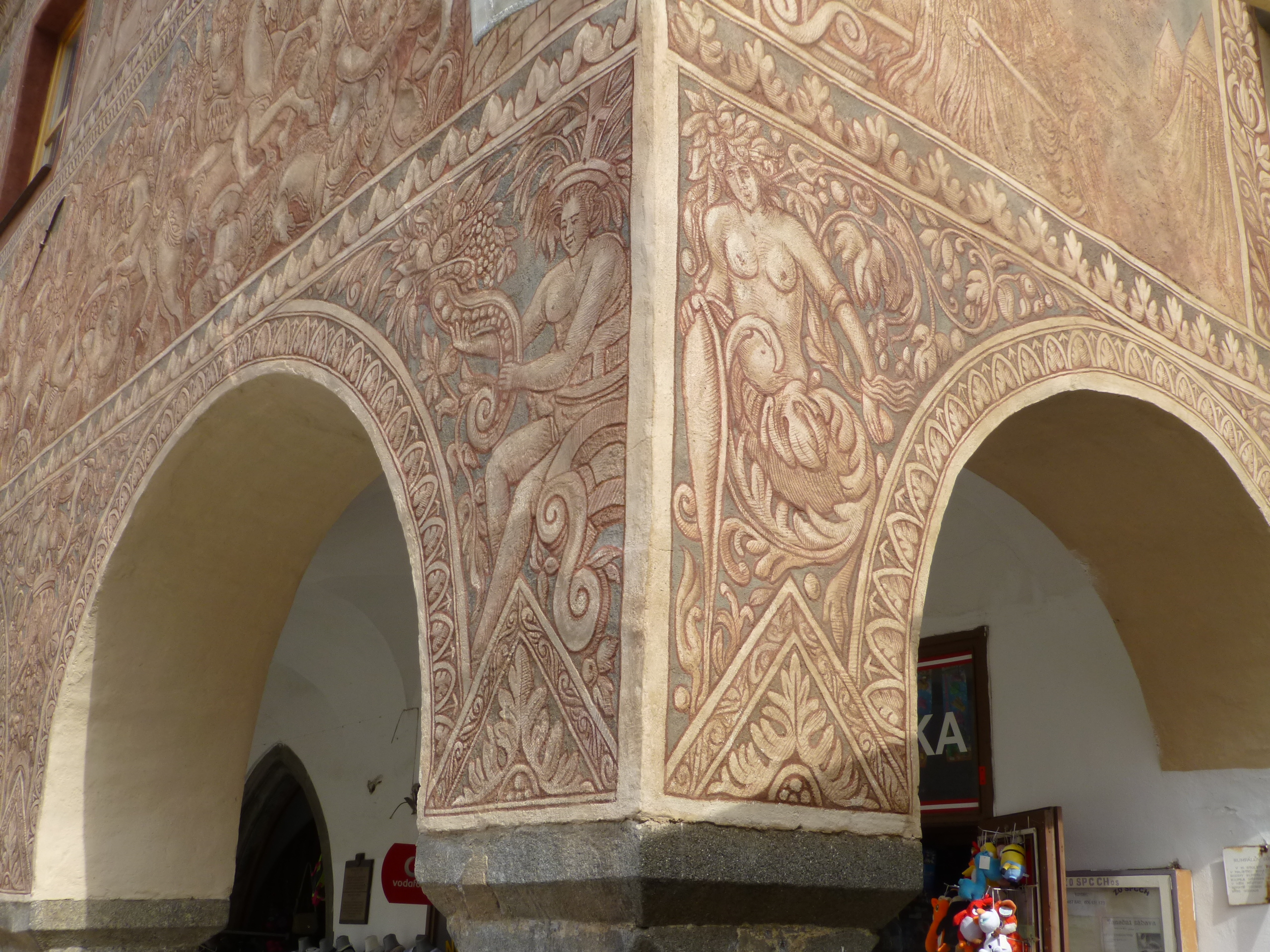
Rumpálův dům, Bakchus a Ceres

#### Pás pod okny (bitva antických bojovníků) – Trojská válka

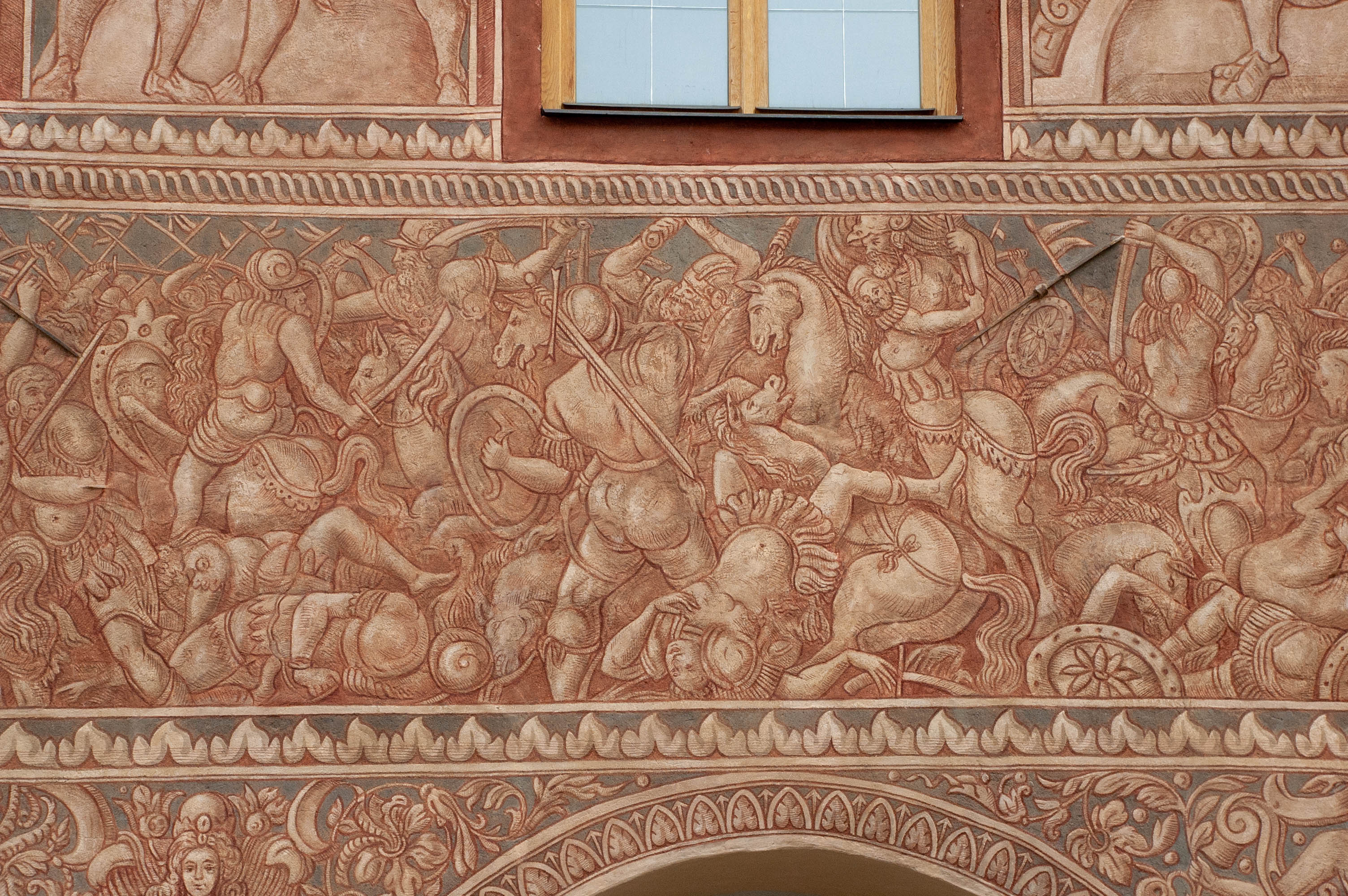
Rumpálův dům, Trojská válka

Pás zobrazuje hustou propletenou spleť pěších bojovníků a jezdců na koni ve vzájemném zápasu. Podle všech souvislostí se pravděpodobně jedná o vyobrazení Trojské války podle XII. a XIII. knihy Ovidiových Proměn. Zcela vpravo je pak zřejmě vyobrazena Skajská brána Tróje. Jako vzor pro některé postavy, celkové vyznění, odění postav a zpodobnění zbraní posloužily výjevy z Ovidiových Proměn, vydaných roku 1563 ve Frankfurtu. Konkrétně jde o dvě grafiky, Boj Řeků s Trojany a Cygnus a Achilles od Virgila Solise (to se na sgrafitu týká zejména postavy praporečníka uprostřed a vícero postav vlevo do něj a pak postav zcela vpravo). Jako hlavní vzor pro styl rozvržení postav a celkovou dynamiku scény ale posloužil výjev Bitvy u Milvijského mostu (Giulio Romano), v některém z pozdějších grafických přepisů (např. od Giovanni Battisty Cavalieriho, podobnost je zejména u postavy jezdce ve 3/4 výjevu, kopiníka zcela vpravo a kompozice výjevů nalevo od středu). Dále byly pro další jednotlivé postavy a části výjevů použity grafické listy Josta Ammana z knihy Neuwe biblische Figuren des Alten und Neuwen Testaments z roku 1564, např. dvakrát zopakovaná postava zády obráceného jezdce s mečem v záklonu byla pravděpodobně inspirována grafickým listem s názvem "Josue XI", protější postava vousatého muže z profilu s mečem a pravou rukou v záklonu napravo od středu je inspirována výjevem „Iudic. IIII.“, postava padajícího jezdce na koni zcela vlevo a takřka kompletní scéna bojujících postav kolem a jednoho z jezdců zcela vpravo vychází pak z výjevu „II. Regum XXV“. Vzorem pro zobrazení zády stojící postavy v popředí uprostřed výjevu byla použita rytina (Skála 36) z české Melantrichovi bible vydané v roce 1570. Pravděpodobně byly použity i další tematicky nesouvisející grafické listy, které se staly spíše inspirací pro vlastní tvorbu autora, než přímým vzorem a dokládají tak tvůrčí přístup ke kopírování vzorů v době manýrismu.

#### Pás pod okny na boční fasádě (umírající muž ve stanu) – příchod Asklépia do vojenského tábora

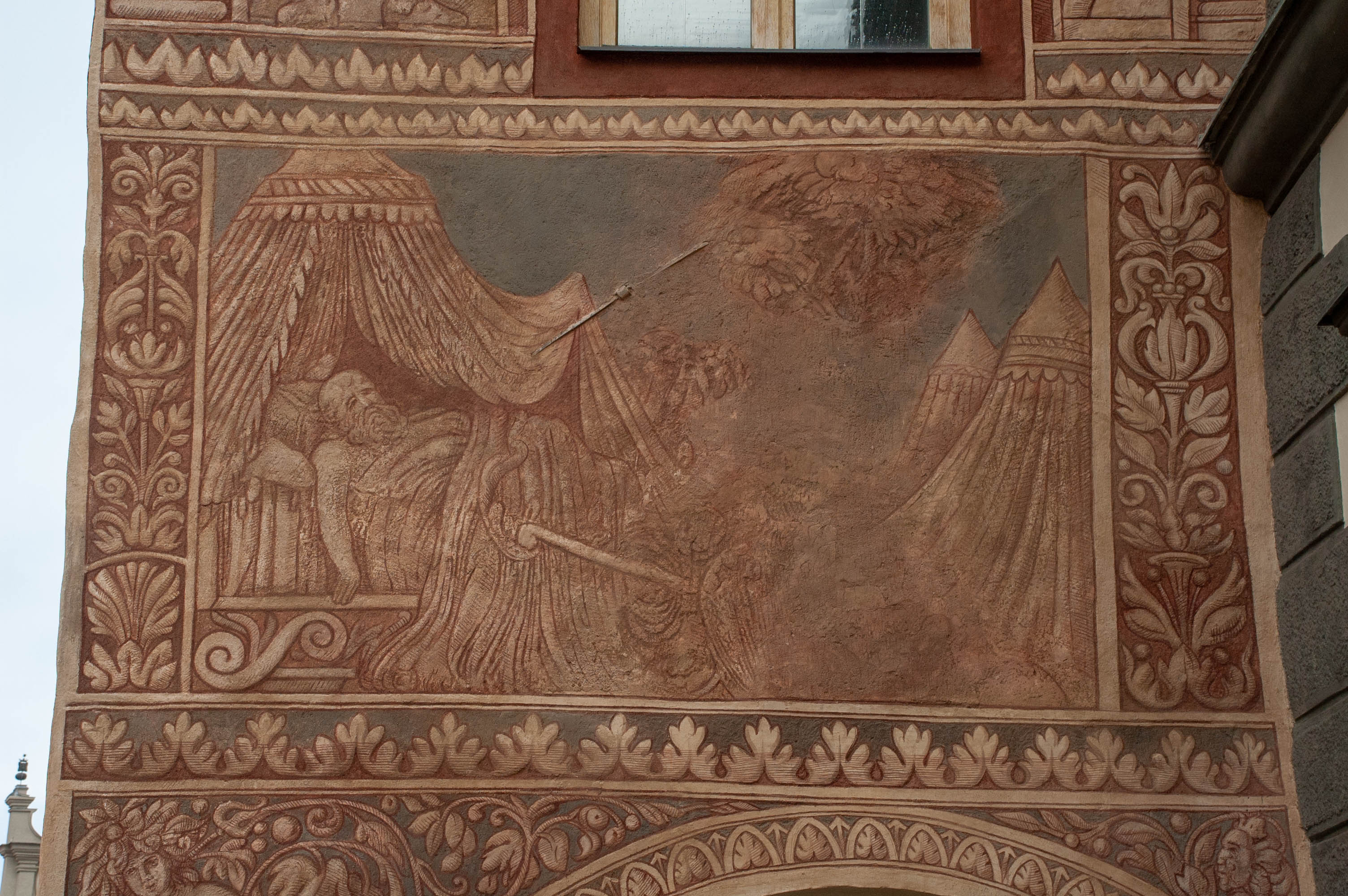
Rumpálův dům, Asklépios přichází vyléčit Filoktéta

Na stejném pásu na boční fasádě je zobrazen nemocný umírající muž ve stanu, výjev je částečně poškozen, konkrétně z klečící postavy se dochovalo pouze torzo s částí šatů a vyčnívající holí s ovinutím. Pravděpodobně se jedná také o výjev inspirovaný Ovidiovými Proměnami, tentokráte jde o výjev z XV. knihy – „Příchod Asklépia do Říma“ (grafický list Virgila Solise, 1563). Výjev zde má ale zcela určitě přímou souvislost s Trojskou válkou a mohl by znázorňovat Trpícího Filoktéta, kterého přichází vyléčit Asklépios. Námět vychází ze Sofoklovy tragédie Filoktétés (důležitou postavou je ale i v Ovidiových Proměnách). Filoktétés byl nejlepší řecký lučištník, který zdědil zázračné Hérakleovy šípy, namočené v jedovaté krvi Hydry, které nikdy neminou svůj cíl. Postava Filoktéta byla zpracována i v mnoha dalších starořeckých eposech týkajících se Trojské války (zmínky o něm nalezneme kromě Sofoklovy tragédie a Ovidiových Proměn také v Homérových eposech Ilias a Odyssea nebo v eposu Kýpria). Filoklétés byl povolán do Trojské války, na cestě lodí se zastavili na ostrově Chrýsé, kde během vykonávání oběti bohu Apollónovi uštkl Filoktéta vodní had a následně byl vysazen na pustém ostrově Lemnos, kde se měl uzdravit. Zde žil nemocen 10 let, než za ním přijel Odysseus s Neoptolemem, aby ho přesvědčili, že bez něj, podle věštby, Tróju nedobudou. Následně byl, po převozu Filoktéta do vojenského ležení před Trójou, povolán Asklépios (nebo jeho syn Podaleiros), aby Filoktéta vyléčil. Po uzdravení pak opravdu sehrál Filoktétés velmi důležitou úlohu při dobytí Tróje (šípem zabil Parida a byl jedním z vojáků ukrytých v břiše Trojského koně). Jsou zde i další souvislosti postavy Asklépia s Trojskou válkou, v Íliadě Asklépiovi synové Macháón a Podaleiros léčili zraněné řecké vojáky a Trojské války se rovněž účastnili i jako řadoví vojáci (léčili také např. Meneláa, zasaženého šípem do pasu). Drak nebo had je vyobrazen i na spodním pásu fasády. Zde se pravděpodobně metamorfuje nejprve do hada, který uštkl Filoktéta (souvislost s bohem Apollónem, který je bohem proroctví, lukostřelby a rozumnosti; had je zde pak pravděpodobně také symbolem neřesti bázlivosti – v Proměnách Neptolemos, když přesvědčujeje Filoktéta aby opustil ostrov, tak jej nazývá bázlivým; bázlivost a vztek na Odyssea brání Filoktétovi přijmout svůj osud). Následně se proměňuje do Asklépia (Asklépios je synem Apollóna), který se umí rovněž proměnit v hada nebo draka, a který Filoktéta opět uzdraví. Hůl s hadem má kromě antického symbolu lékařství i křesťanskou symboliku a je zde pro věřící i symbolem odpuštění hříchů a věčného života (Mojžíšem vztyčený had na poušti).

#### Meziokenní pás – postavylancknechtů

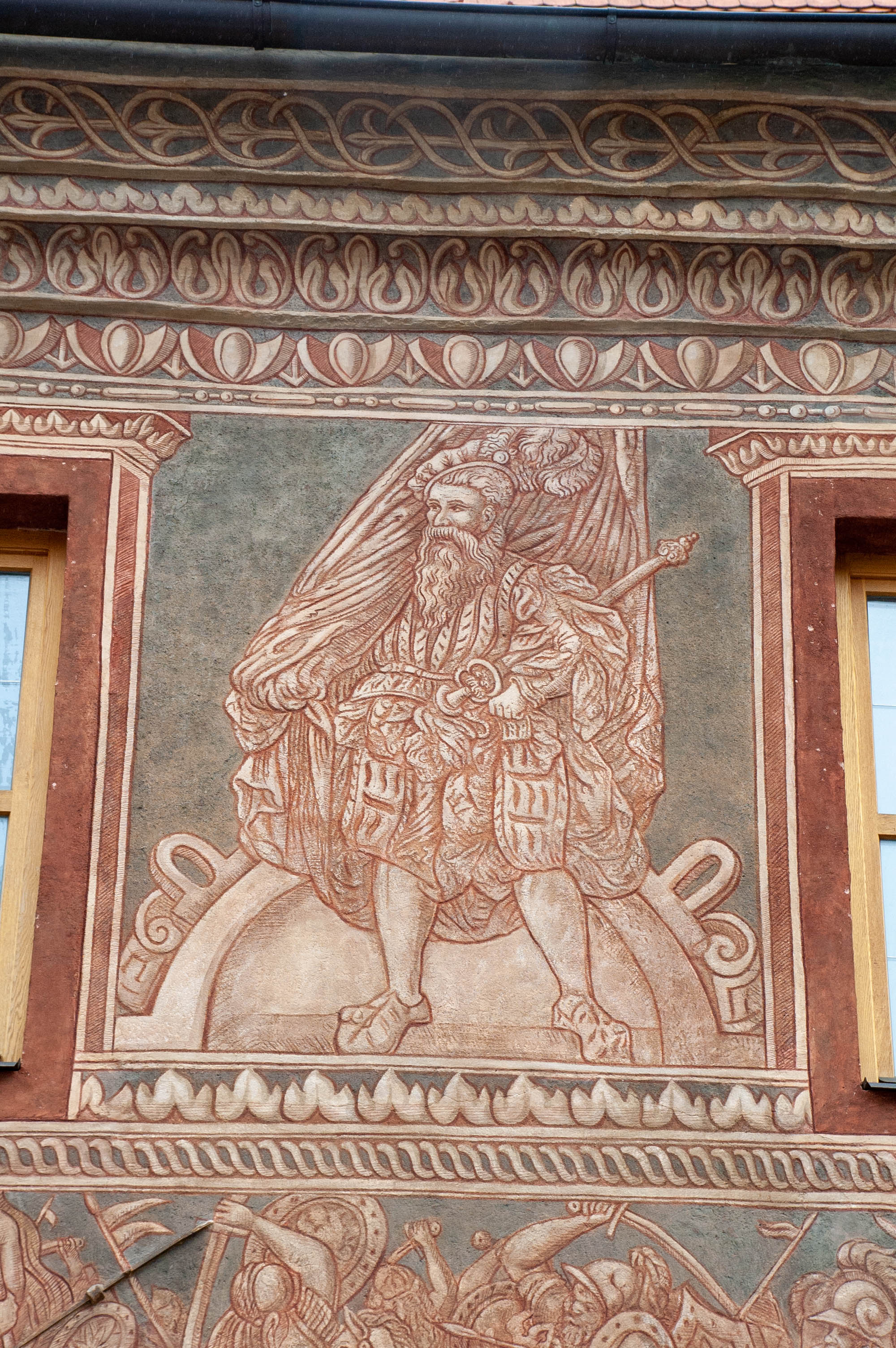
Rumpálův dům, Lancknecht – praporečník

Na meziokenních pilířích je vyobrazeno celkem 5 obrazů lancknechtů (pištec, bubeník s vojínem s mečem, praporečník, kopiník (pikenýr), na boční straně další kopiník nebo halapartník) a šašek s korbelem. Postavy lancknechtů byly obecně symbolem ctnosti obezřetnosti a statečnosti, tedy dvou ze čtyř kardinálních ctností. Protikladem obezřetnosti je pak na boční fasádě šašek, symbol bláznovství. Lev jako symbol statečnosti je rovněž vyobrazen u postavy kopiníka. Pravděpodobným vzorem pro zobrazení lancknechtů jsou především grafiky od Allaerta Claesze (téměř totožná grafika praporečníka z roku 1530 a zobrazení pištce na velmi podobné grafice s vlajkonošem, bubeníkem a pištcem z let 1520–1550) a Franze Isaaca Bruna (postava kopiníka, spíše ale původně halapartníka, na boční fasádě podle grafického listu z roku 1559, postava kopiníka na čelní fasádě má pak pravděpodobně svůj vzor ve dvou grafických listech z roku 1559 ). Jako inspirace dále posloužily i další grafiky Dürerovských následovníků, Sebalda Behama (zde je pravděpodobně inspirací pro výjev s bubeníkem Behamův grafický list „V selské válce 1525“ z roku 1544) a Virgila Solise (zejména soubor dvanácti grafických listů s landsknechty, jako inspirace pro oblékání i postavu pištce). Předlohou pro zobrazení šaška byl pravděpodobně grafický list Heinricha Aldegrevera, který vytiskl někdy mezi léty 1530–1550 Allaert Claesz.

#### Ponaučení vyplývající ze sgrafitové výzdoby domu
Hlavním diváckým poučením z manýristické výzdoby domu je téma oslavující ctnost statečnost a obezřetnost (rozumnost, téma Trojské války a lancknechtů) i téma užívání pozemských statků obecně (zoomorfní výzdoba přízemí, zde znázorňující spíše tělesné pokušení a materiální statky) s varováním na jejich pomíjivost (vanitas) a obecnou smrtelnost člověka (memento mori – vyobrazení Asklépia na boční fasádě, lancknechtové byly často zobrazování se smrtkou, hrdinové Trojské války vesměs vyměnili slávu za svůj život).
Velmi důležité je zde téma osudové volby – mezi ctností a neřestí. Příkladem špatné volby je právě Paridův soud, předcházející Trojské válce (ostatně ten mohl být vyobrazen na dnes již nedochované atice domu). Je zde ale i volba Achillova, Odysseova, Filoktétova atd. – ti všichni si vybrali, na rozdíl od Parida, po dlouhém váhání nakonec ctnost statečnost.
Nepřehlédnutelný je zde rovněž celkový význam Ovidiových Proměn. Ovidiovo básnické umění učilo raně novověké čtenáře nejen řecké a římské mytologii a latině, ale obecně je zábavnou formou kultivovalo a nutilo přemýšlet o základních věcech člověka, že některé volby jsou osudové, že vše se stále mění a že láska (přestože je zpravidla poháněna chtíčem) je hybatelem lidských dějin.

## Galerie

Detaily výzdoby uliční fasády domu
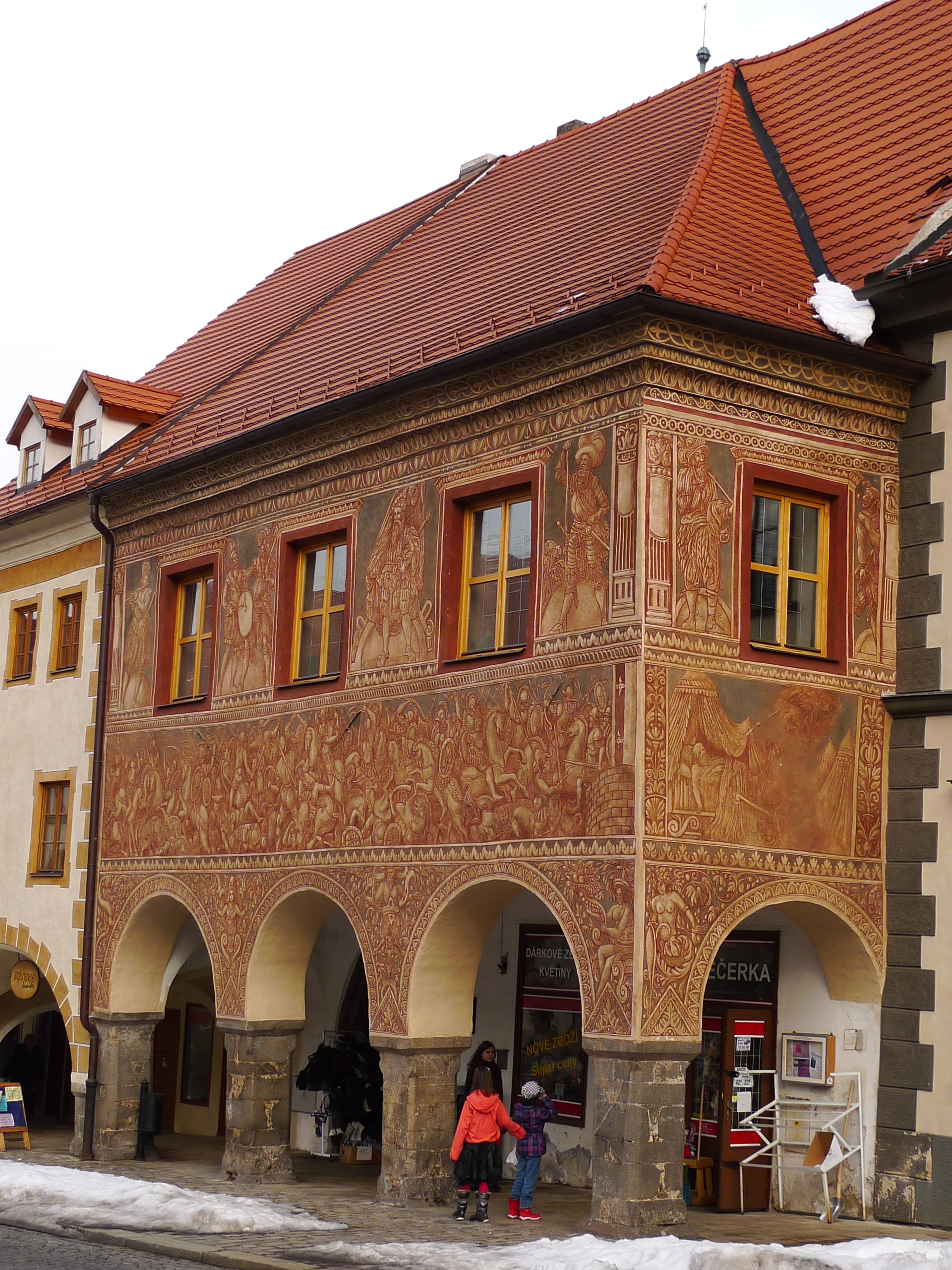
č.p. 41 – fasáda do náměstí
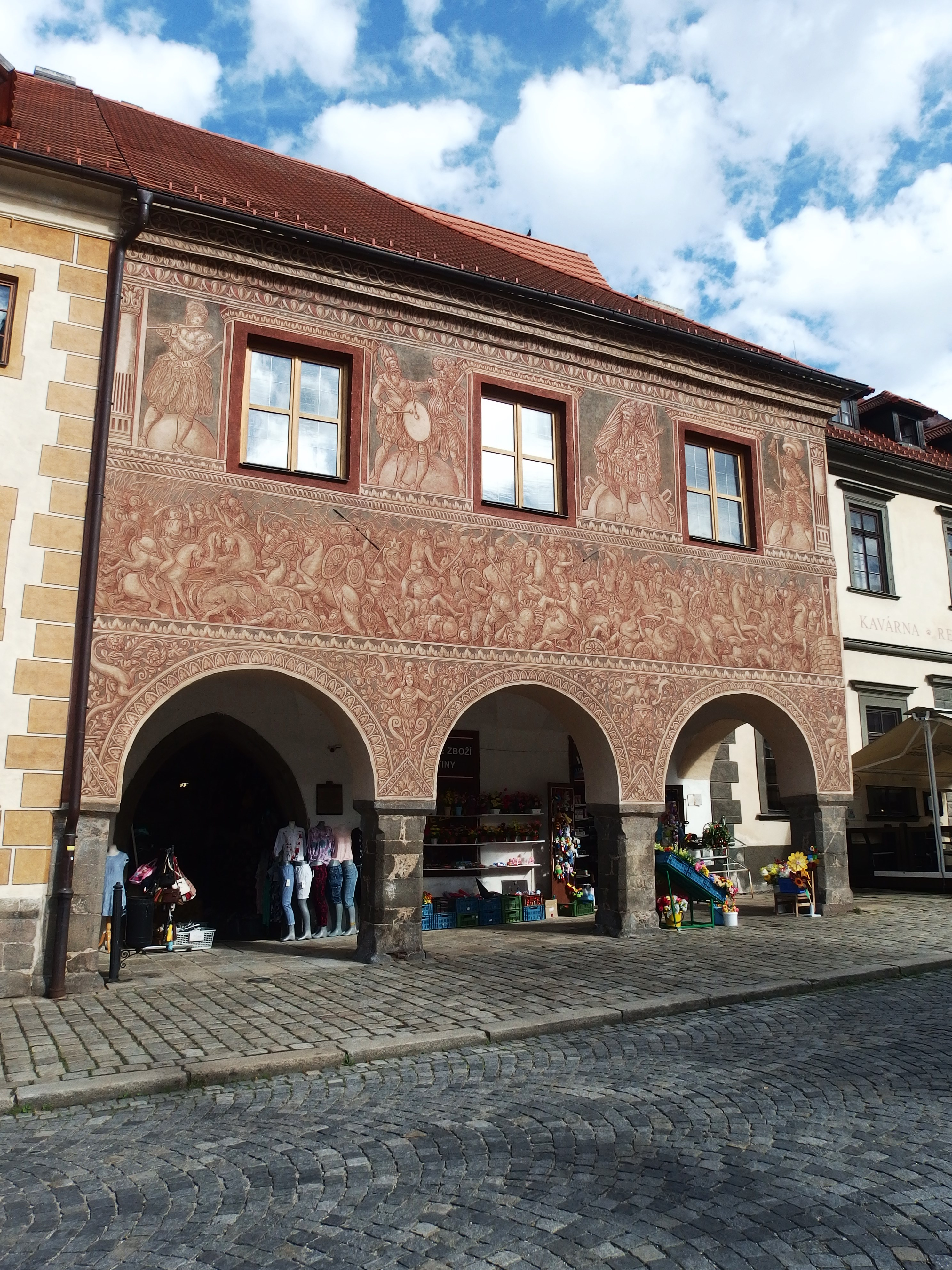
č.p. 41 – fasáda do náměstí
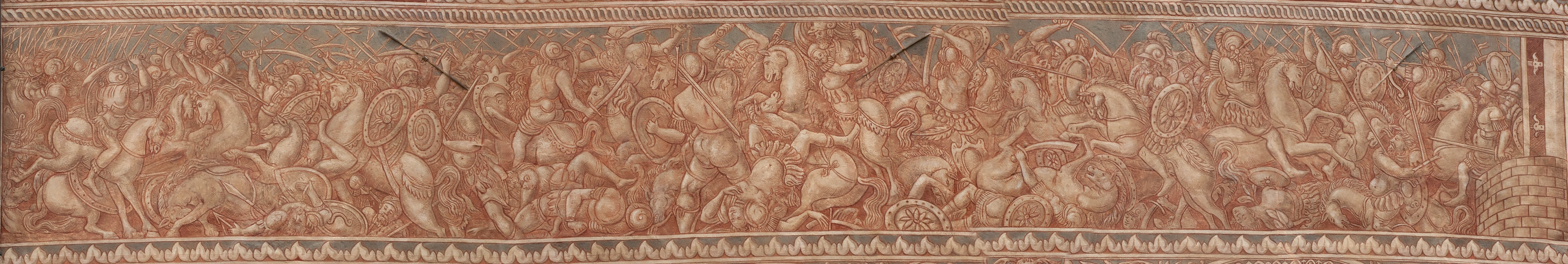
č.p. 41 – středový pás, Trojská válka
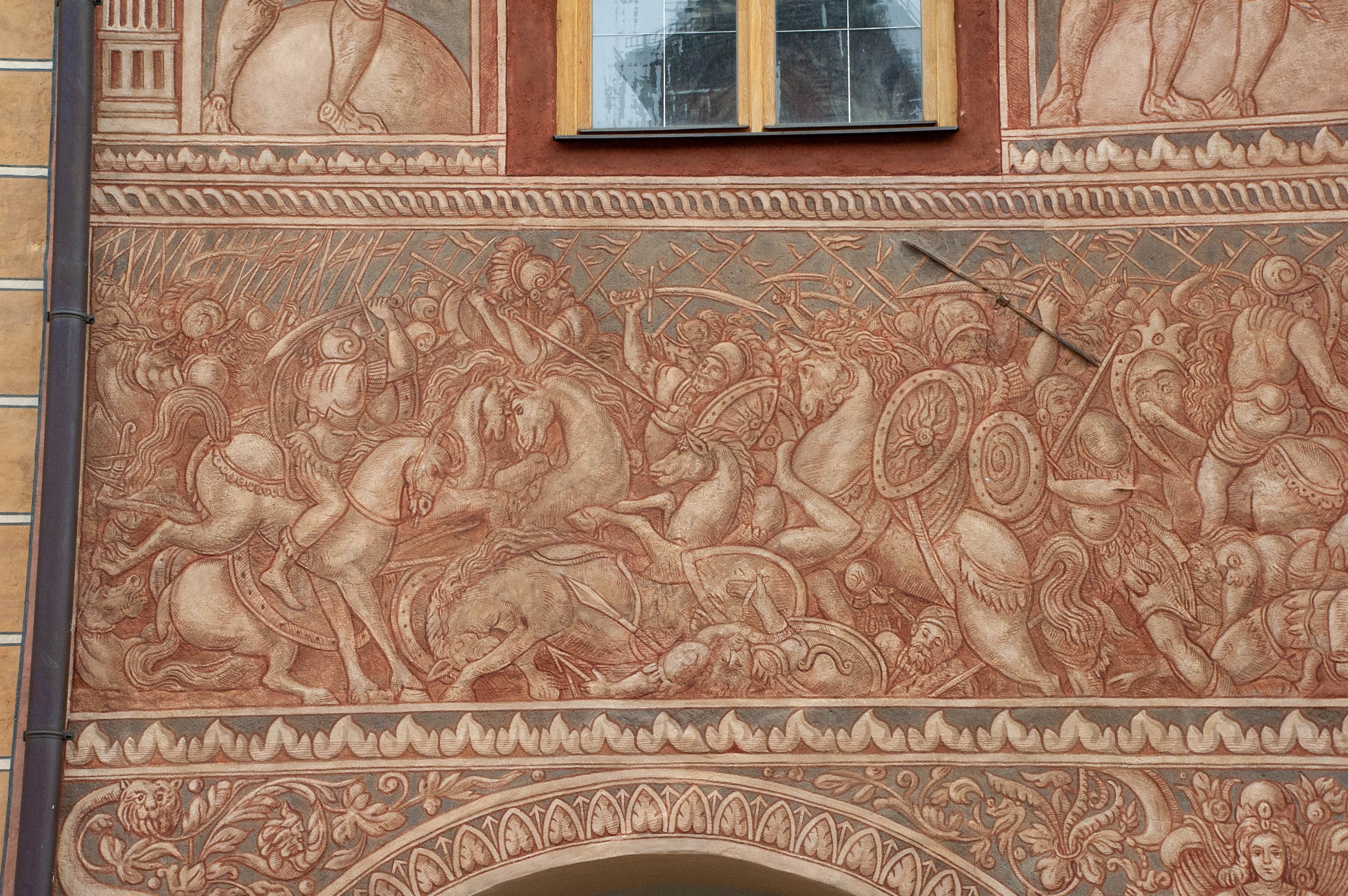
č.p. 41 – středový pás, trojská válka,detail
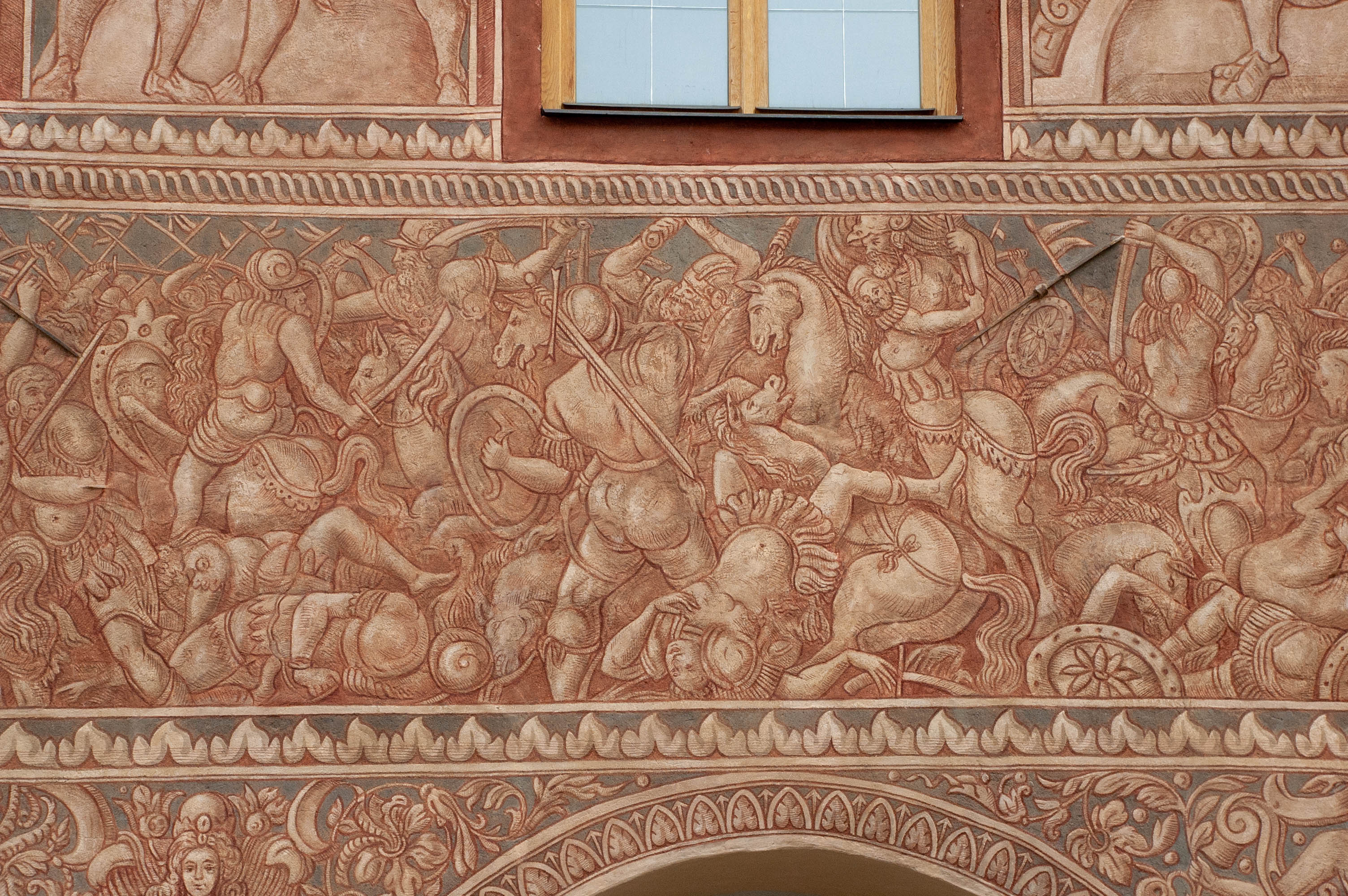
č.p. 41 – středový pás, trojská válka, detail
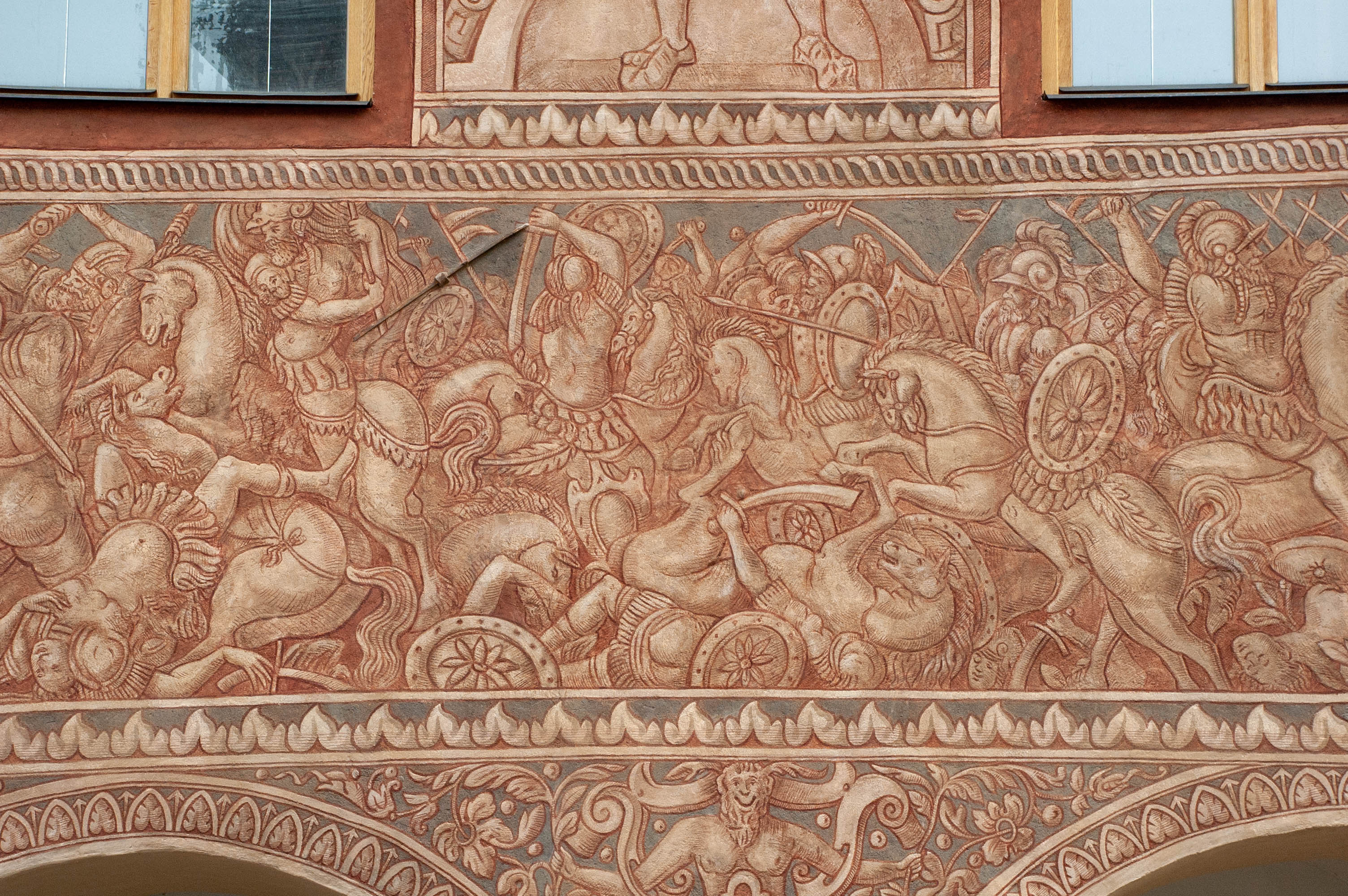
č.p. 41 – středový pás, trojská válka, detail
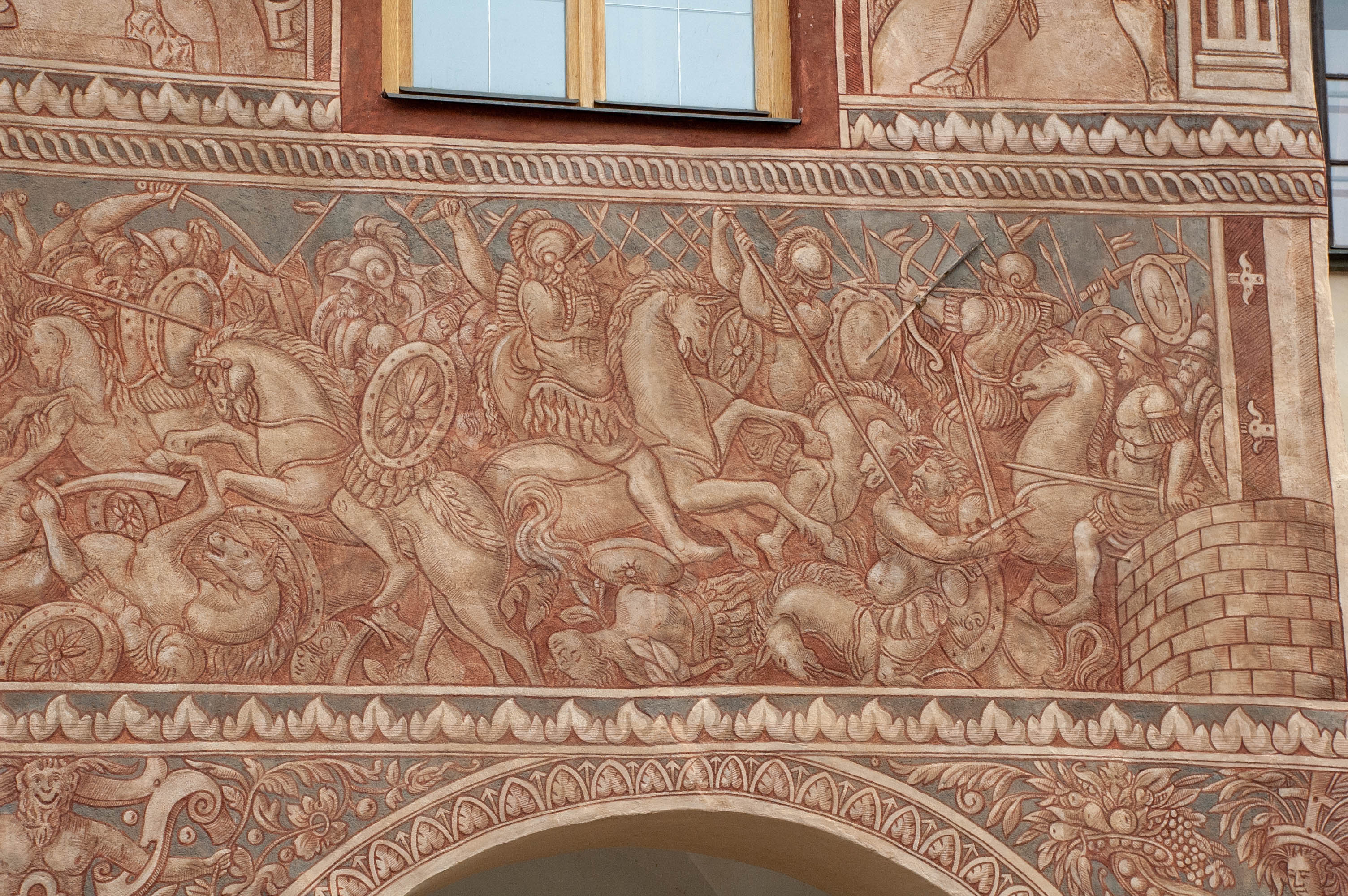
č.p. 41 – středový pás, trojská válka, detail
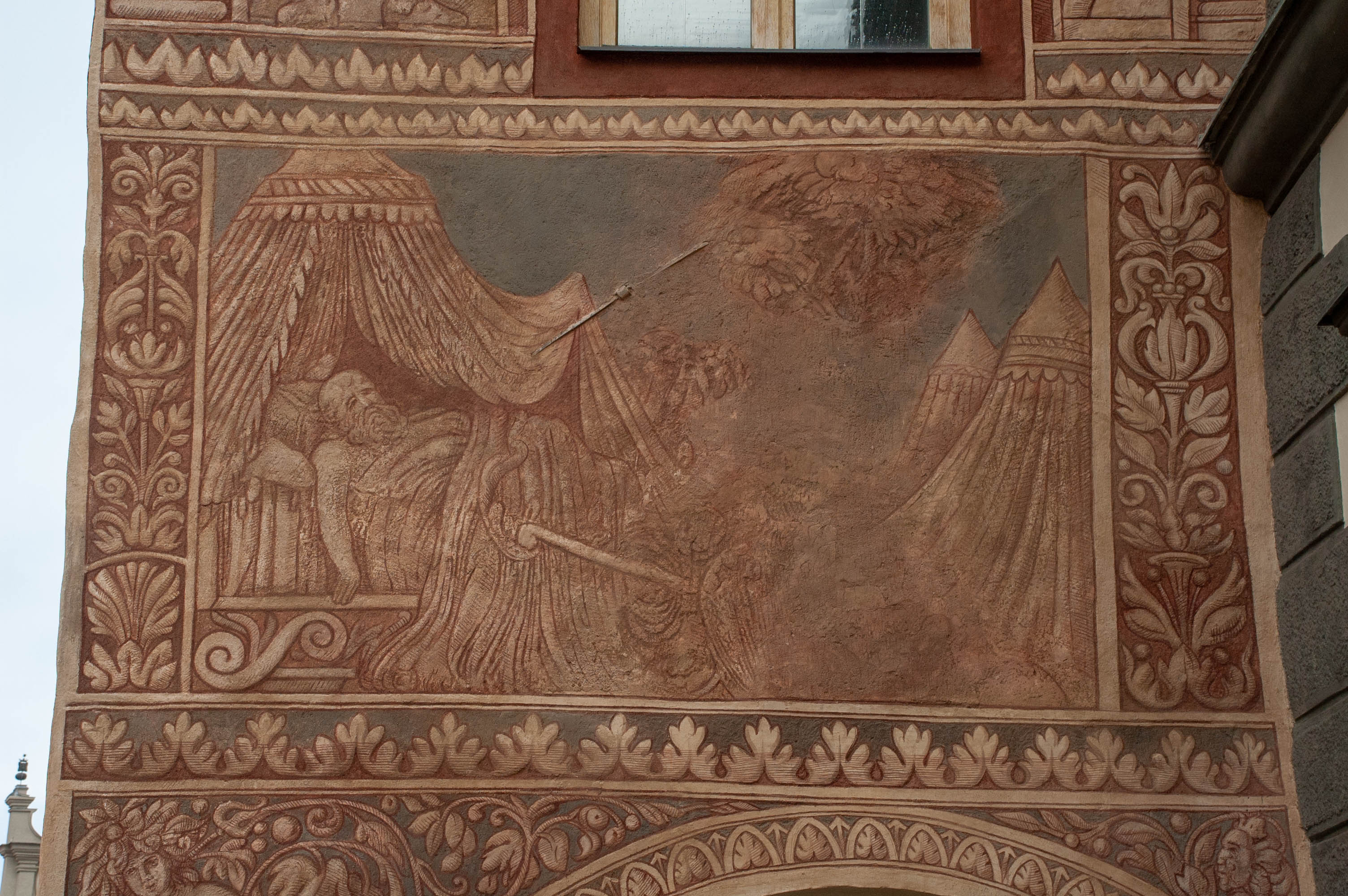
č.p. 41 – Příchod Asklépia do vojenského tábora
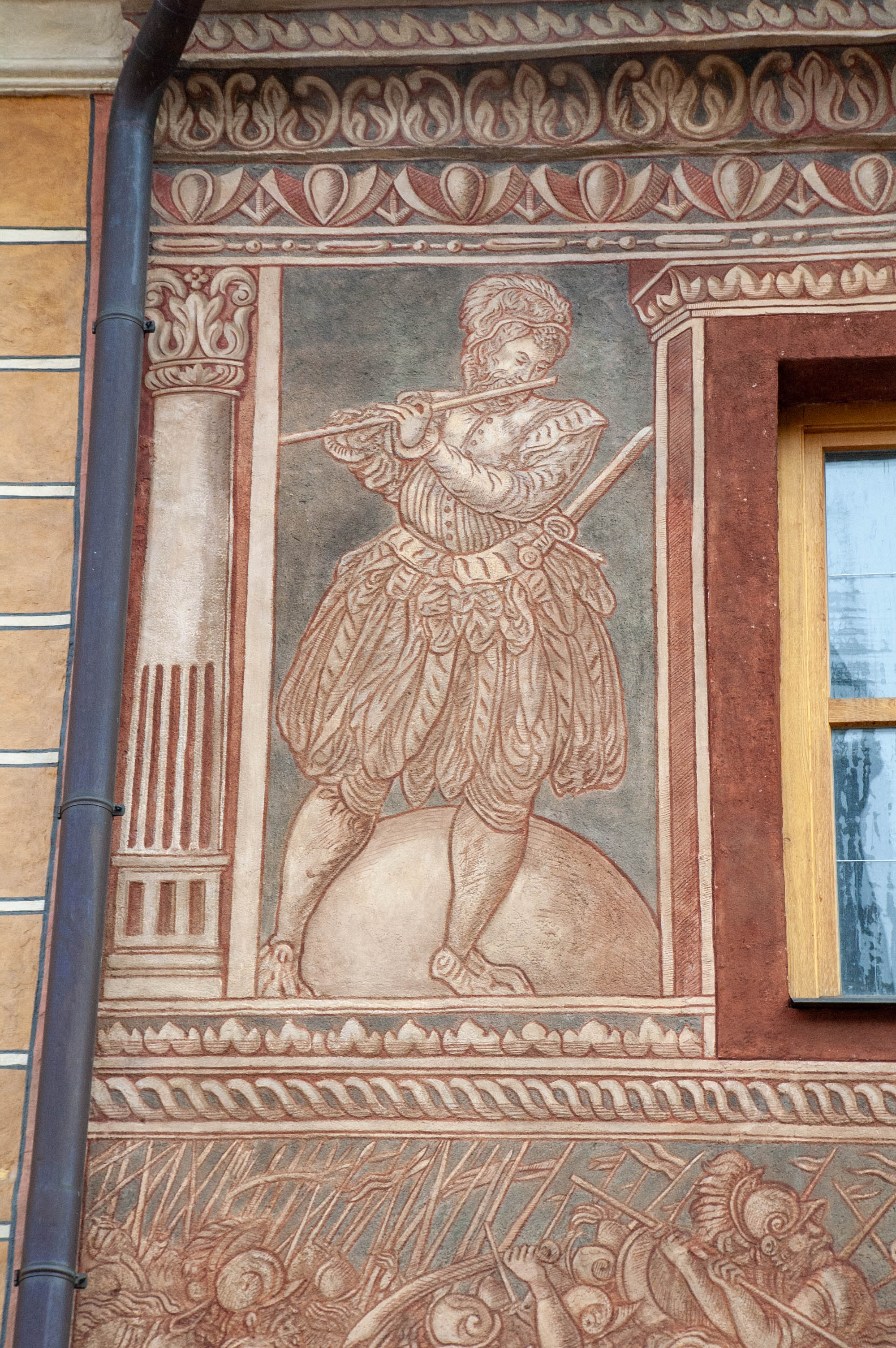
č.p. 41 – lancknecht – pištec
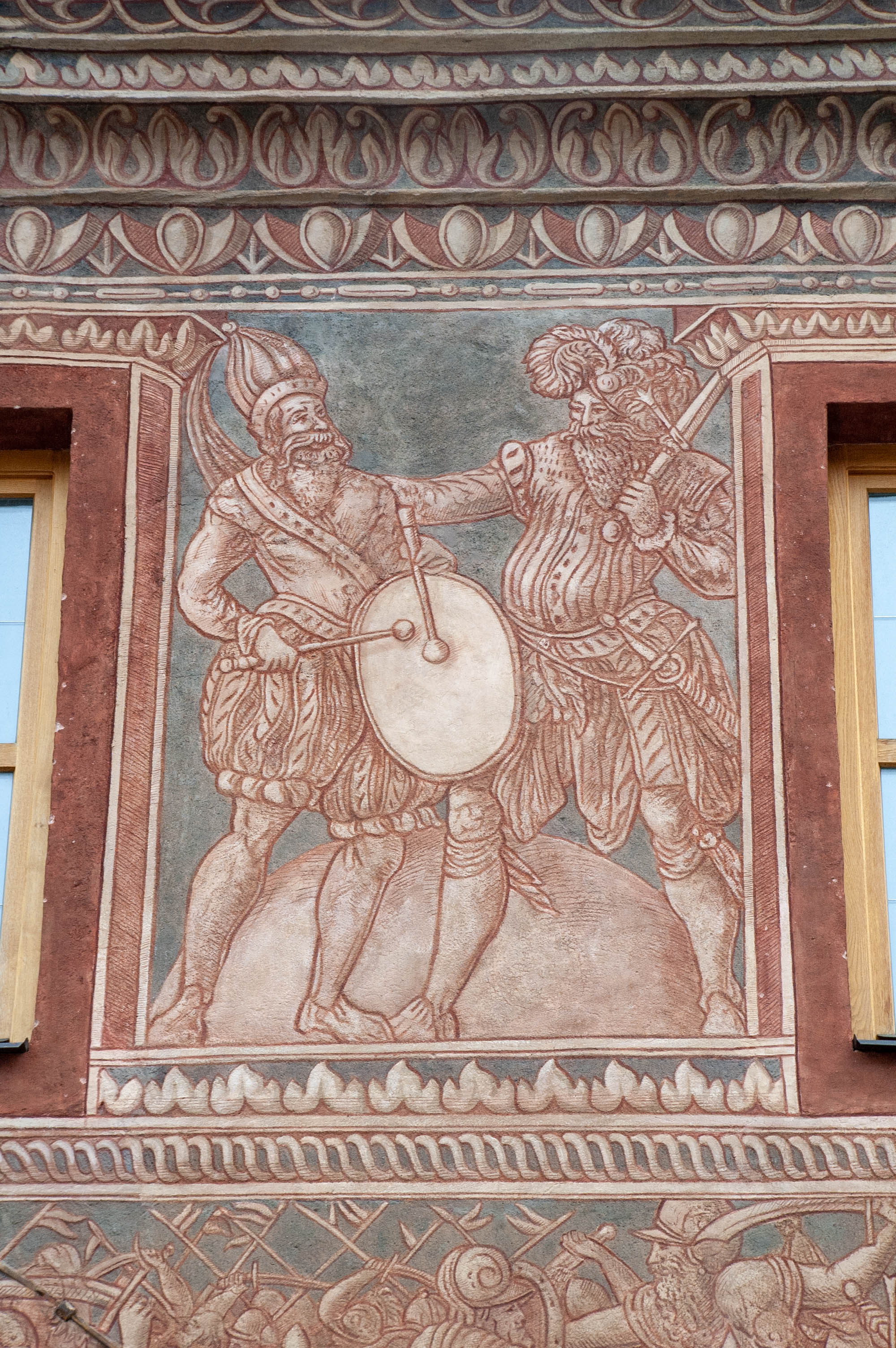
č.p. 41 – lancknecht – bubeník a vojín s mečem
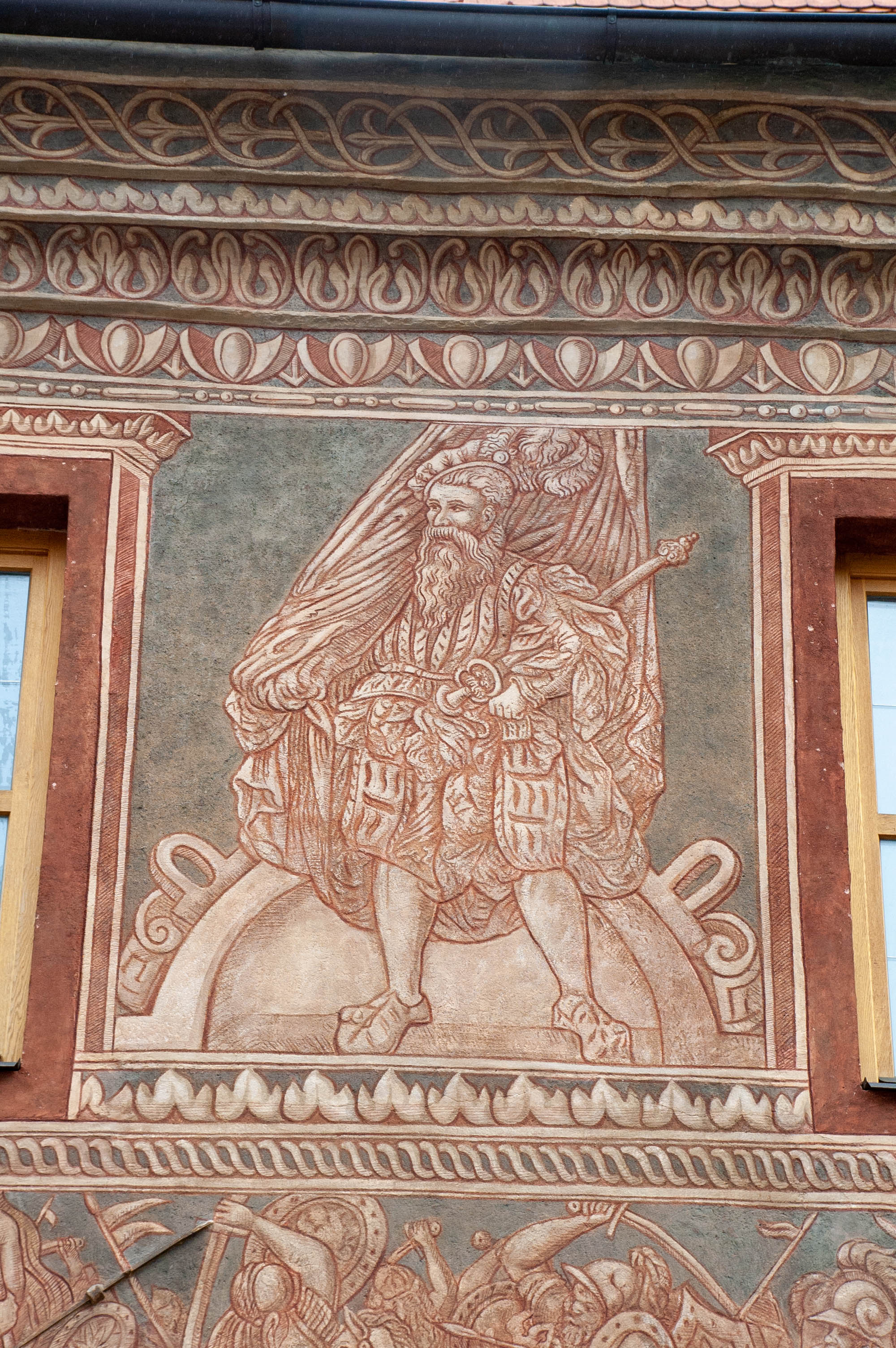
č.p. 41 – lancknecht – praporečník
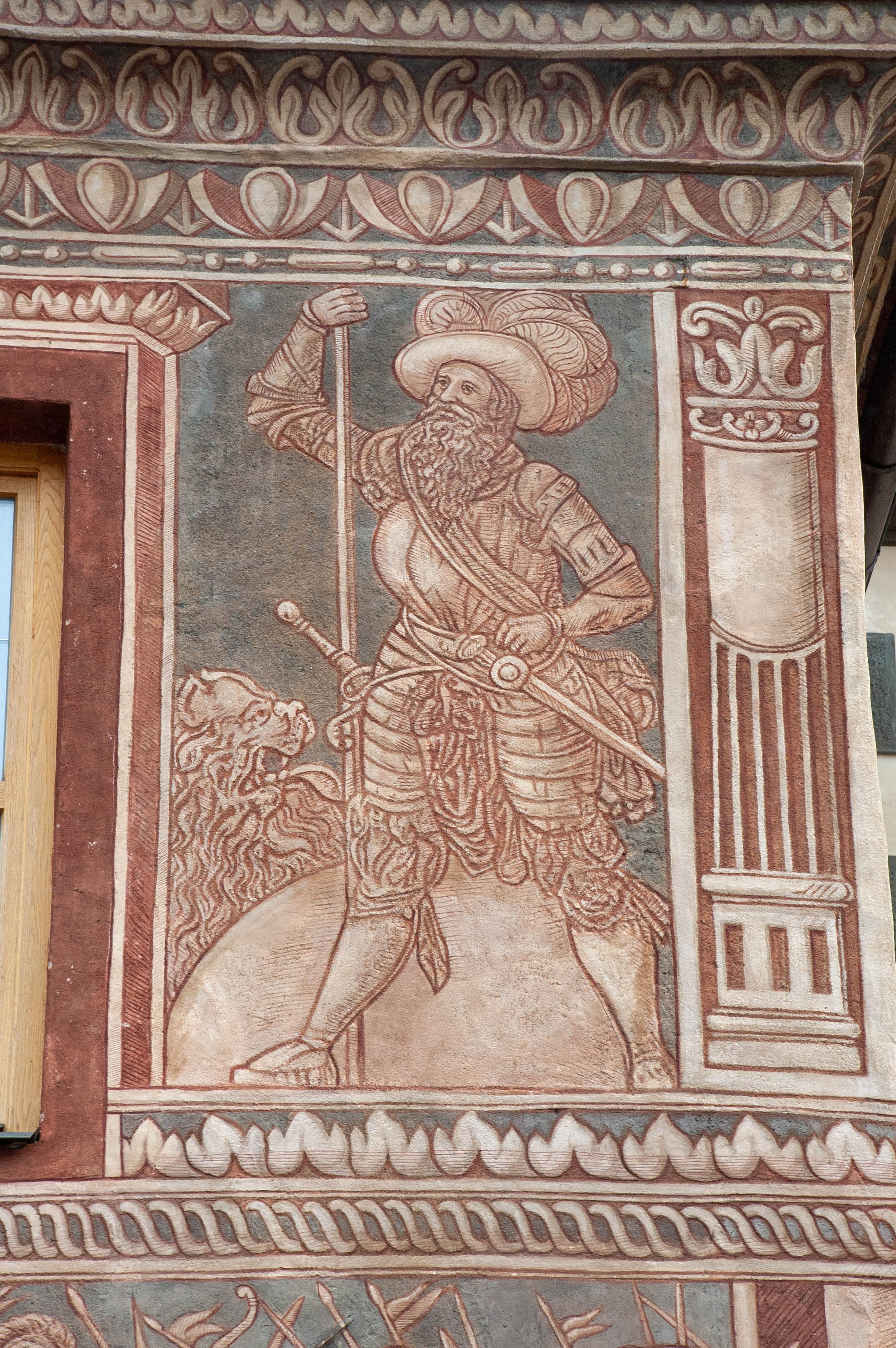
č.p. 41 – lancknecht – kopiník
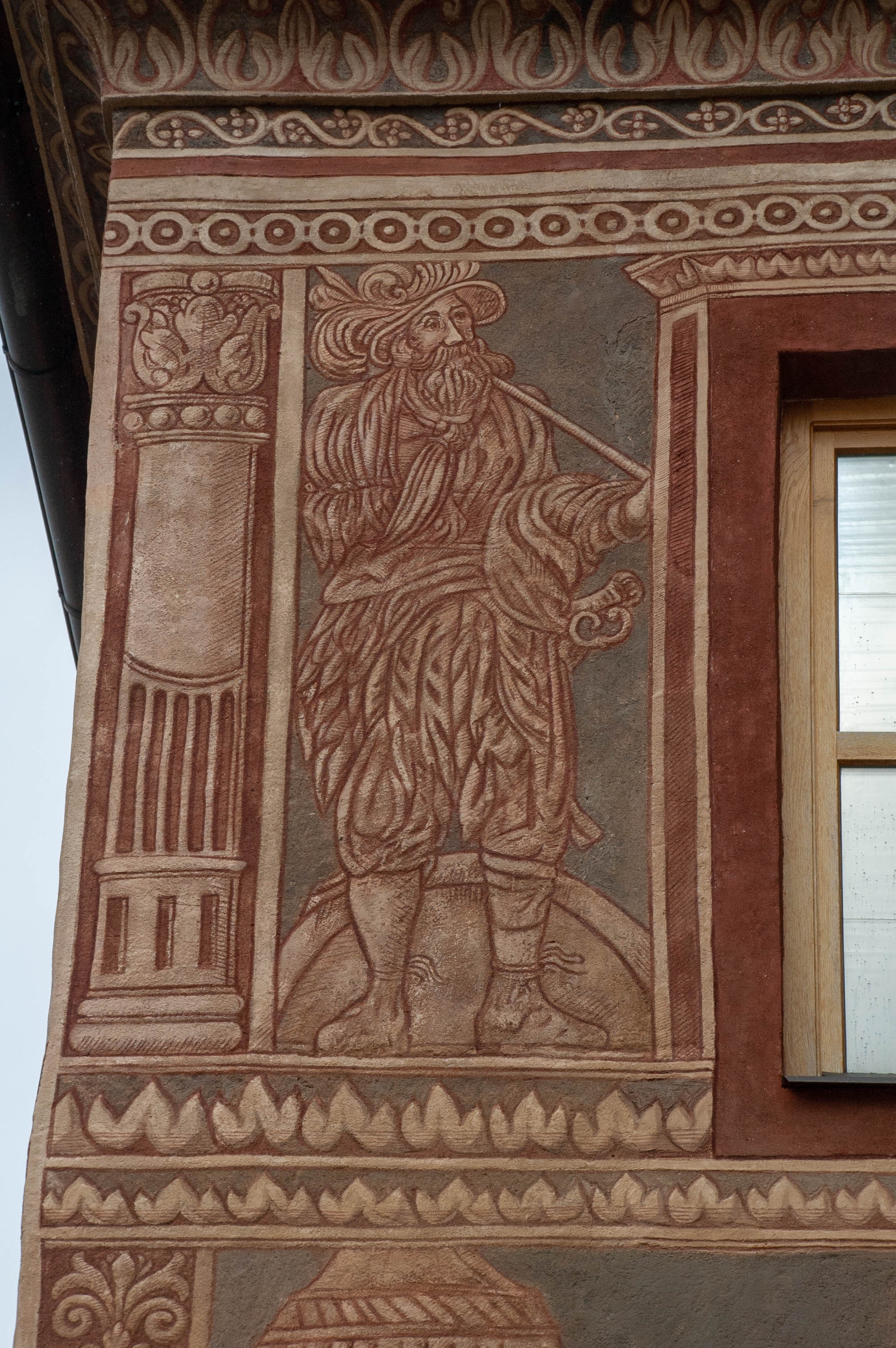
č.p. 41 – lancknecht – kopiník nebo halapartník na boční fasádě
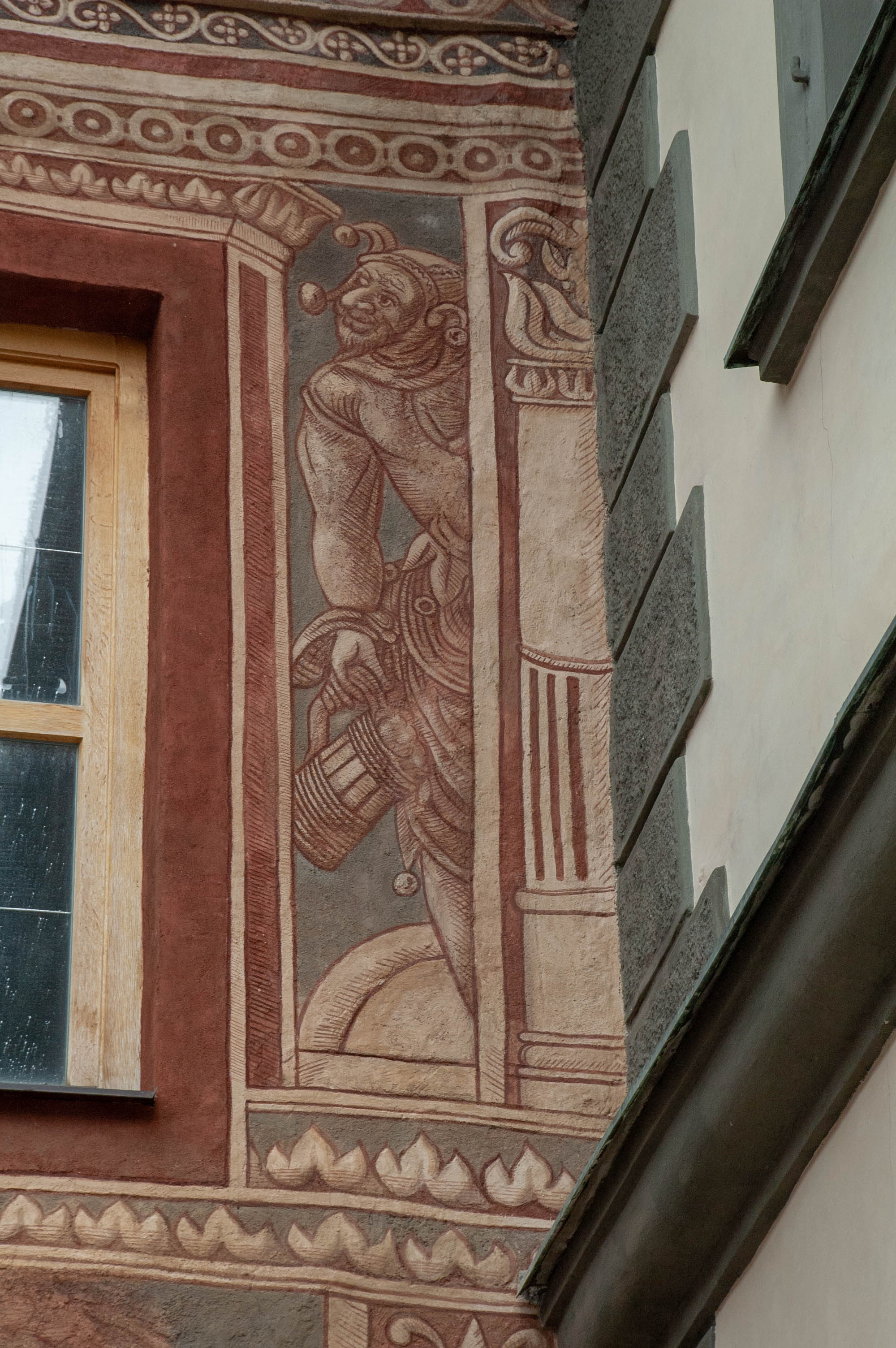
č.p. 41 – šašek na boční fasádě
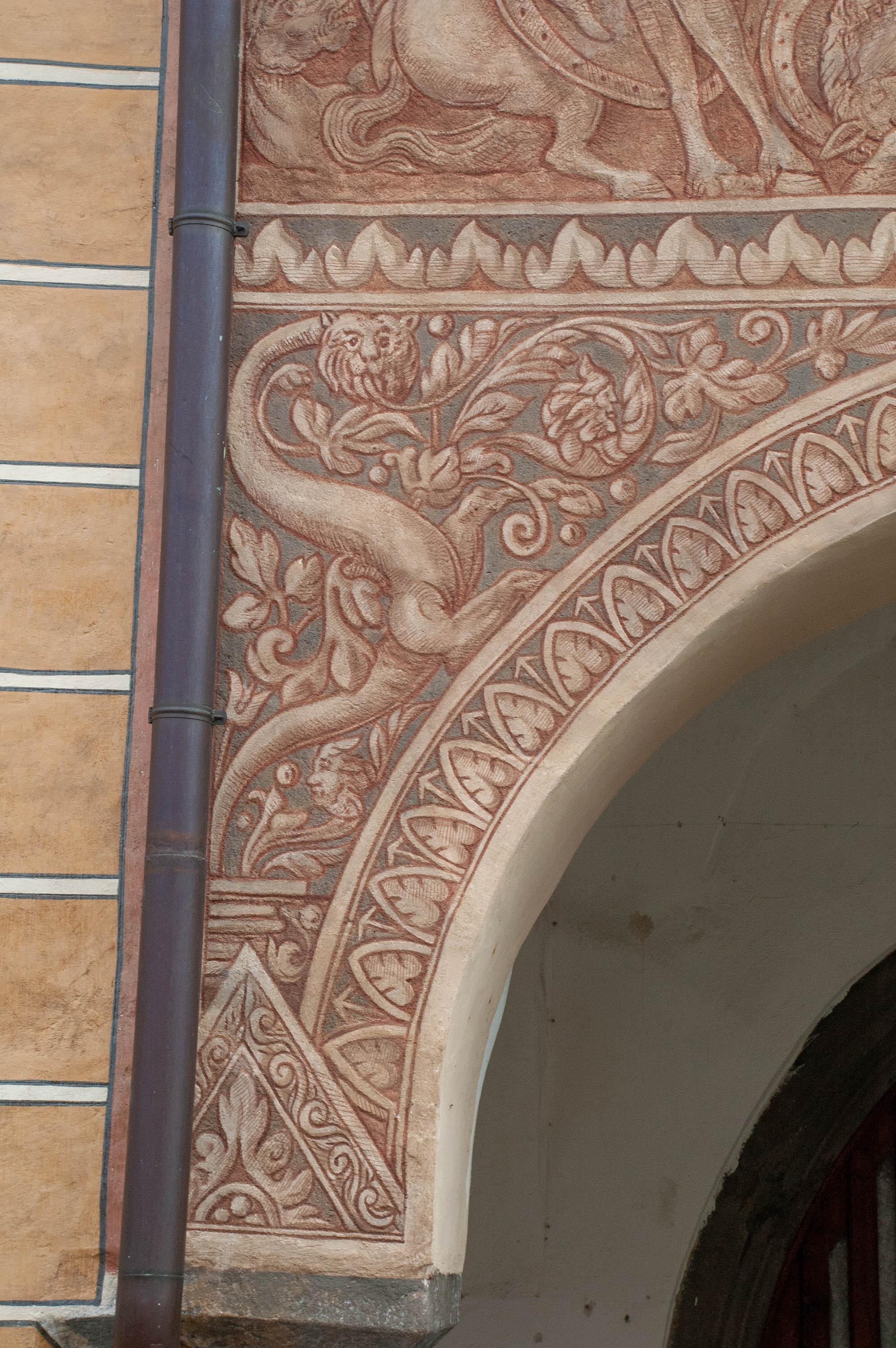
č.p. 41 – Genius loci
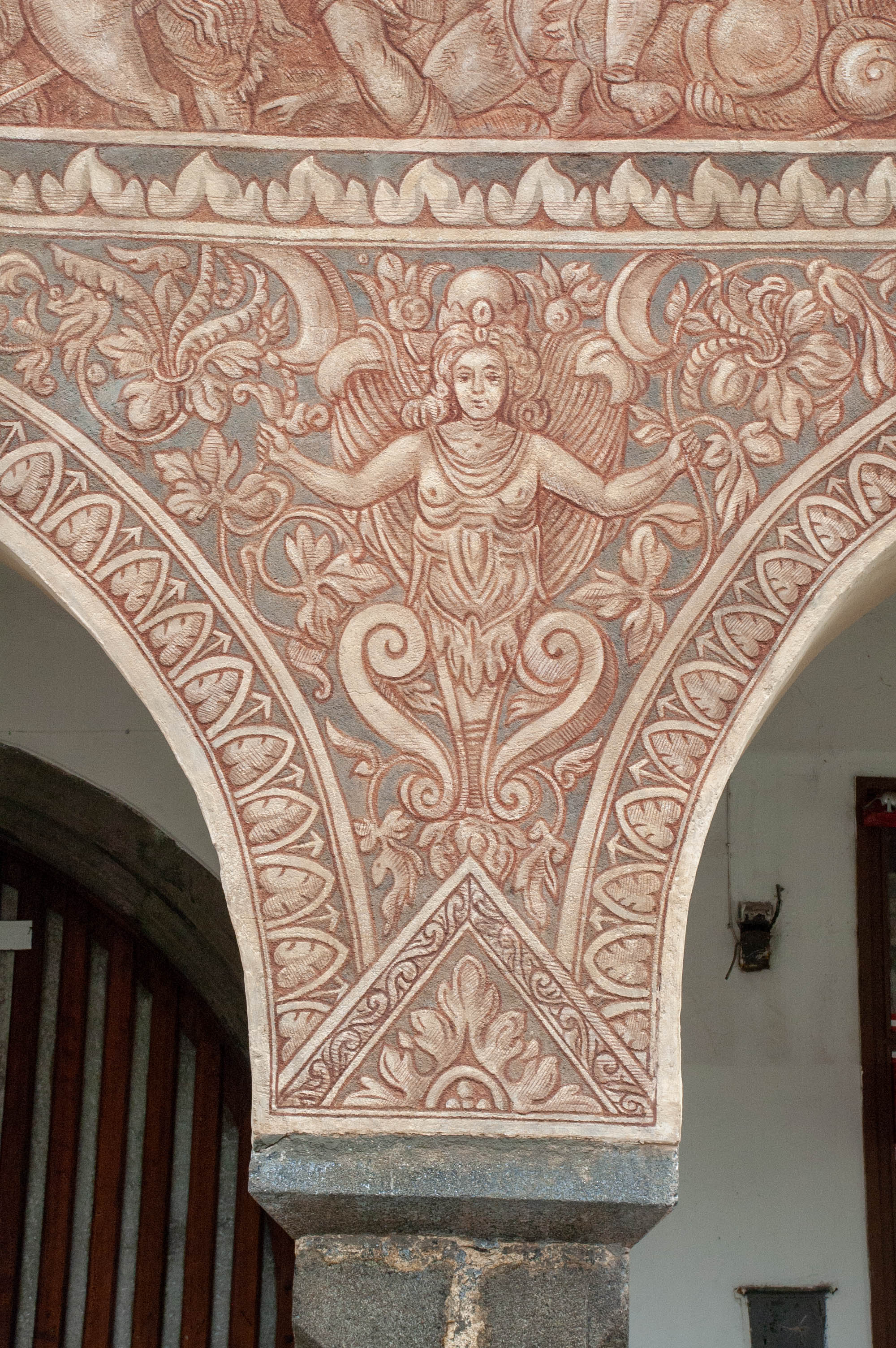
č.p. 41 – lesní nymfa Dryáda
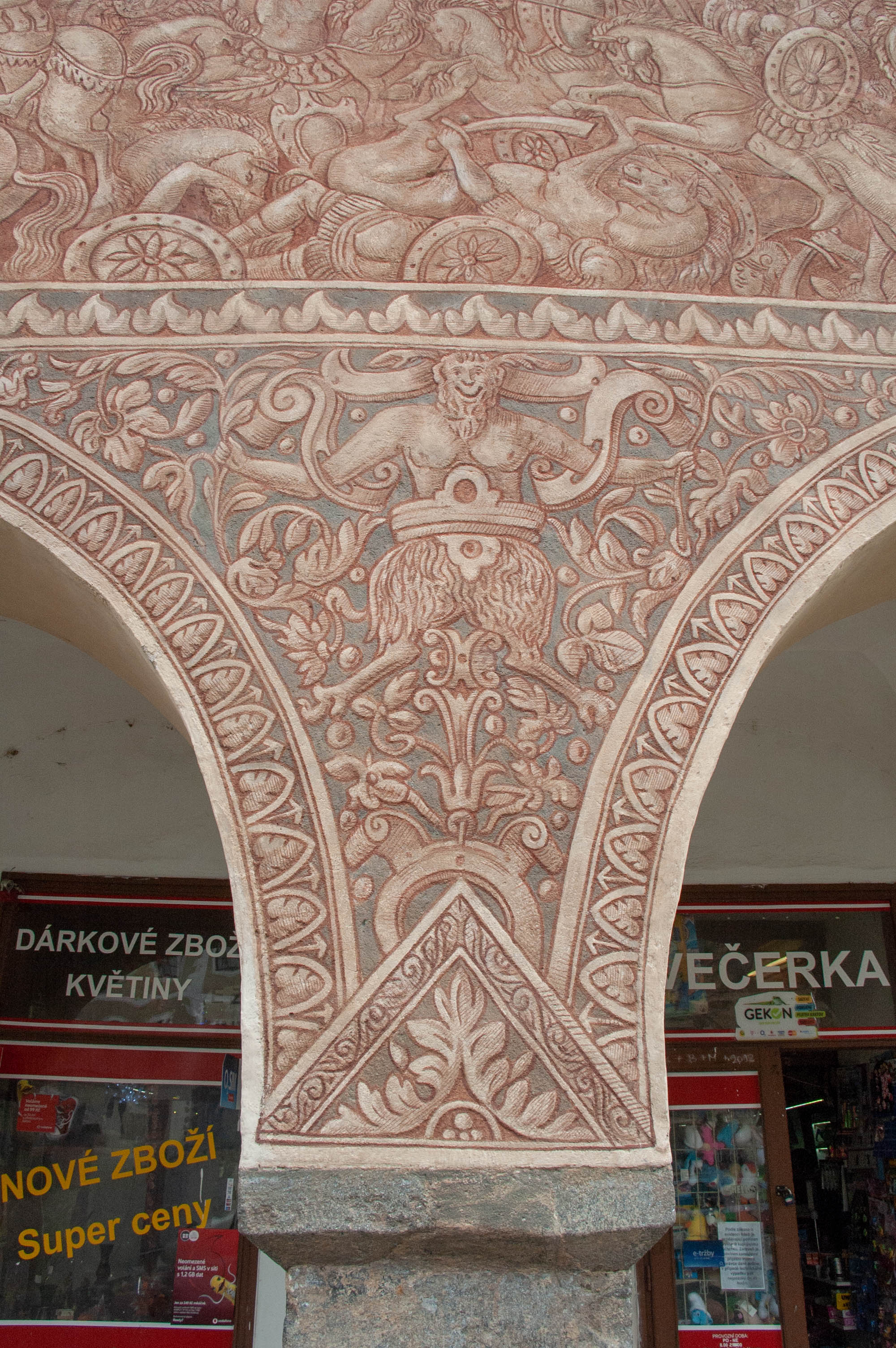
č.p. 41 – Satyr
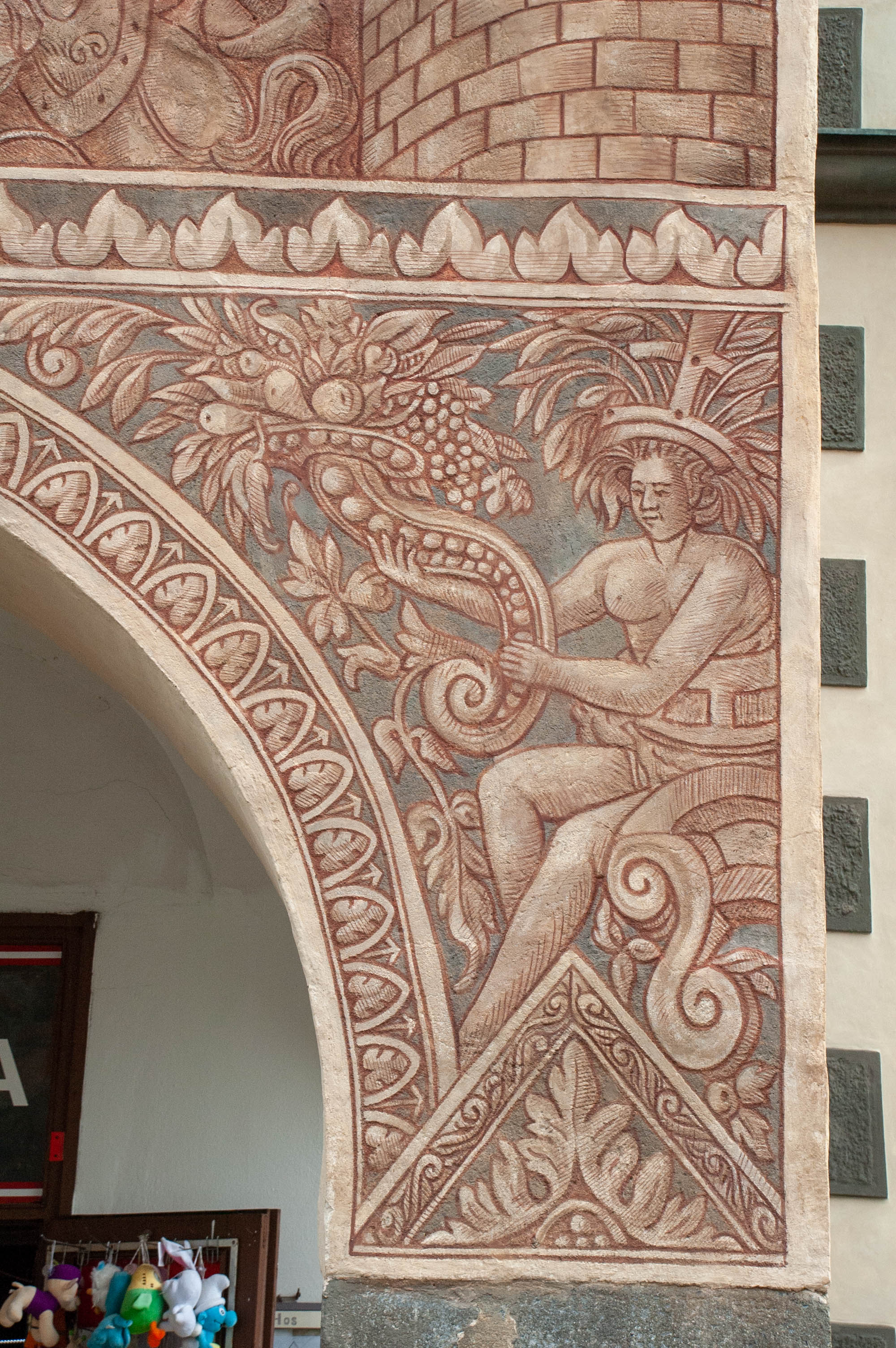
č.p. 41 – Dionýsos (Bakchus)
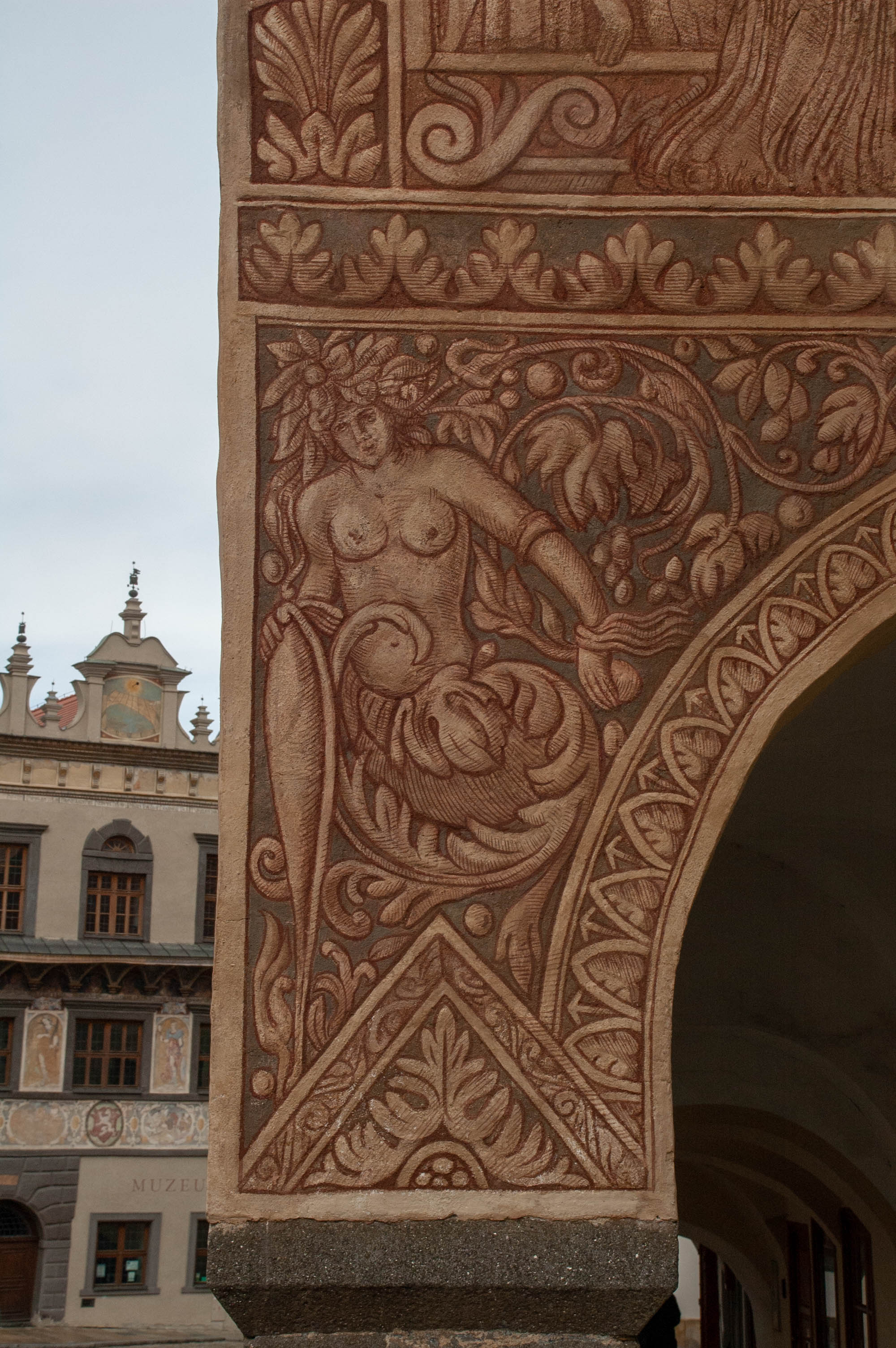
č.p. 41 – Ceres
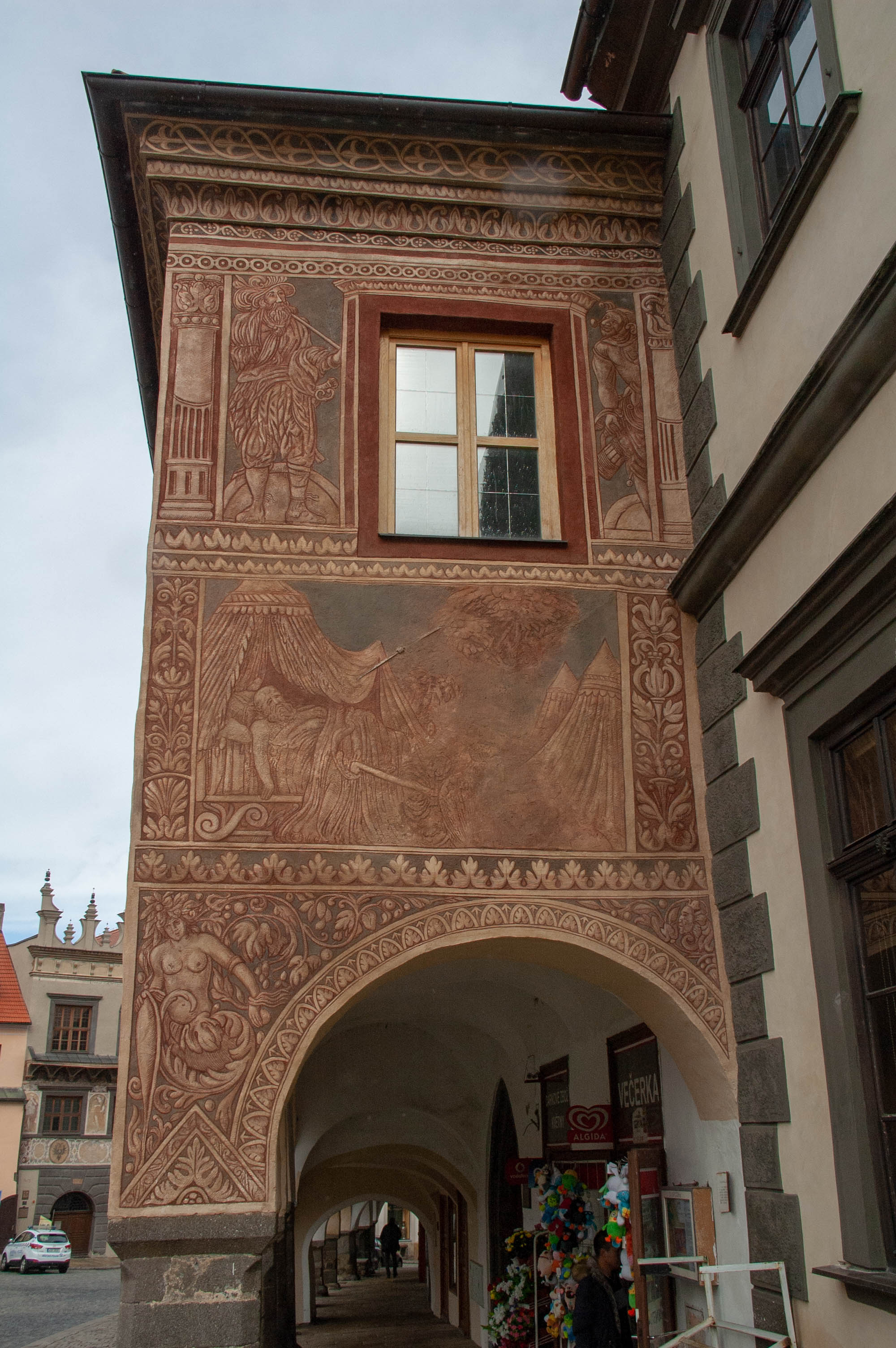
č.p. 41 – boční fasáda